# Église Saint-Christophe de Montferrand-du-Périgord
Pour les articles homonymes, voir Église Saint-Christophe.
L'église Saint-Christophe de Montferrand-du-Périgord,, est un édifice religieux du XIIe siècle, situé à Montferrand-du-Périgord, dans le département français de la Dordogne.

## Présentation
On sait que cette église est antérieure à 1153 et que la partie actuellement la plus ancienne est la nef comme l’indique son appareil « en arête-de-poisson ». En examinant le rapport entre la tour et la nef, on comprend immédiatement que cette dernière a été en partie détruite, ce que plusieurs documents attestent. À l’extérieur, les décors sont réduits au minimum (petits modillons aux angles de la tour, faux claveaux dessinés sur des linteaux monolithes).
On retrouve d’ailleurs plusieurs éléments de l’ancienne église, réutilisés dans le cimetière. Ainsi l’autel (derrière la sépulture de l’abbé Delviel) et l’ancien portail roman, devenu une tombe, à l’ouest de l’église, derrière le caveau de l’architecte parisien Charles Lenormand (fin XIXe siècle).
L'église est dotée de peintures murales médiévales bien conservées. Elle est entourée d'un cimetière et domine la vallée de la Couze de sa tour-clocher, un peu à l'écart du village. Elle fut l'église paroissiale jusqu'en 1847, date à laquelle fut construite l'église du Bourg.
La nef est la partie la plus ancienne de l'église (appareil en arête de poisson à l'extérieur) et a été en grande partie démolie comme on peut le vérifier sur des documents d'archives. Les fresques de la nef sont donc amputées d'une grande partie, ce qui nuit à leur interprétation.
La nef présente des éléments architecturaux caractéristiques du XIe siècle. Le berceau roman ainsi que le tour du chevet datent du XIIe siècle. Au cours des siècles qui suivirent, elle fut largement retouchée, notamment avec des éléments gothiques.
Depuis 2001, elle est classée aux monuments historiques dans son intégralité.

## Peintures murales
Des peintures murales, les plus anciennes datant du XIe siècle, ont été mises au jour en 1983 par Jean-Marc Belgarric, le maçon qui avait été chargé de mettre à nu les pierres des murs et des plafonds. Alerté par lui, M. Beauchamps, chef des services de l'architecture en Dordogne. M. et Mme Belin, rénovateurs en peinture murales médiévales, sont alors chargés de la mise au jour et de la conservation des fresques.
- dans la nef :

sur le mur Sud : la partie gauche d'une fresque plus importante la Cène,
sur le mur Nord : une peinture représentant l'Enfer juste à gauche de l'entrée et une autre représentant un miracle de l'ermite saint Léonard libérant un prisonnier.
- dans le chœur :

sur la voûte : Christ pantocrator entouré des représentations du taureau de saint Luc et du lion de saint Marc, l'aigle de  saint Jean est plus difficile à distinguer
sur le fond du chœur une Annonciation avec l'archange Gabriel d'un côté et le patron de l'église, saint Christophe, de l'autre.

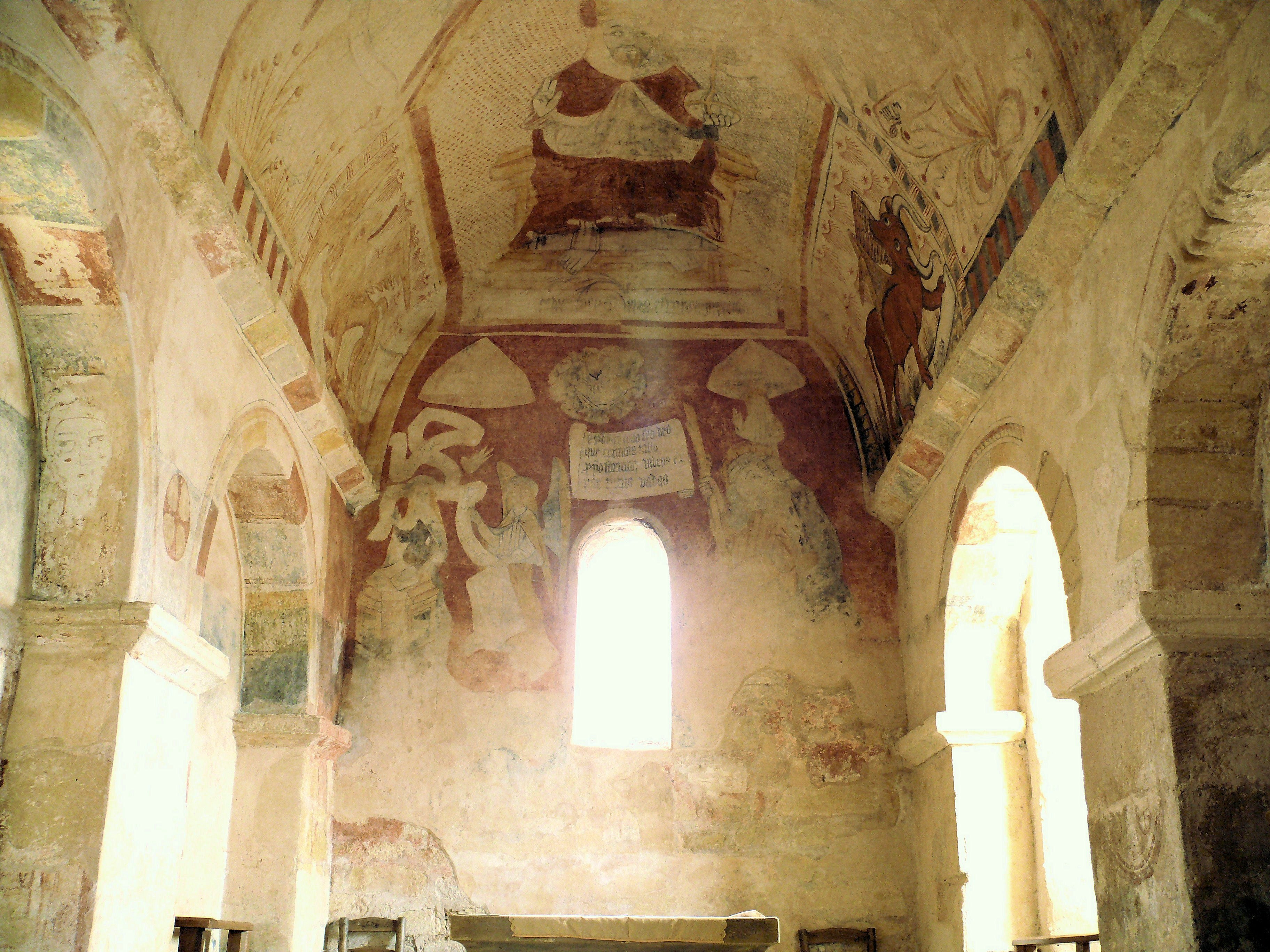
Ensemble des peintures du chœur
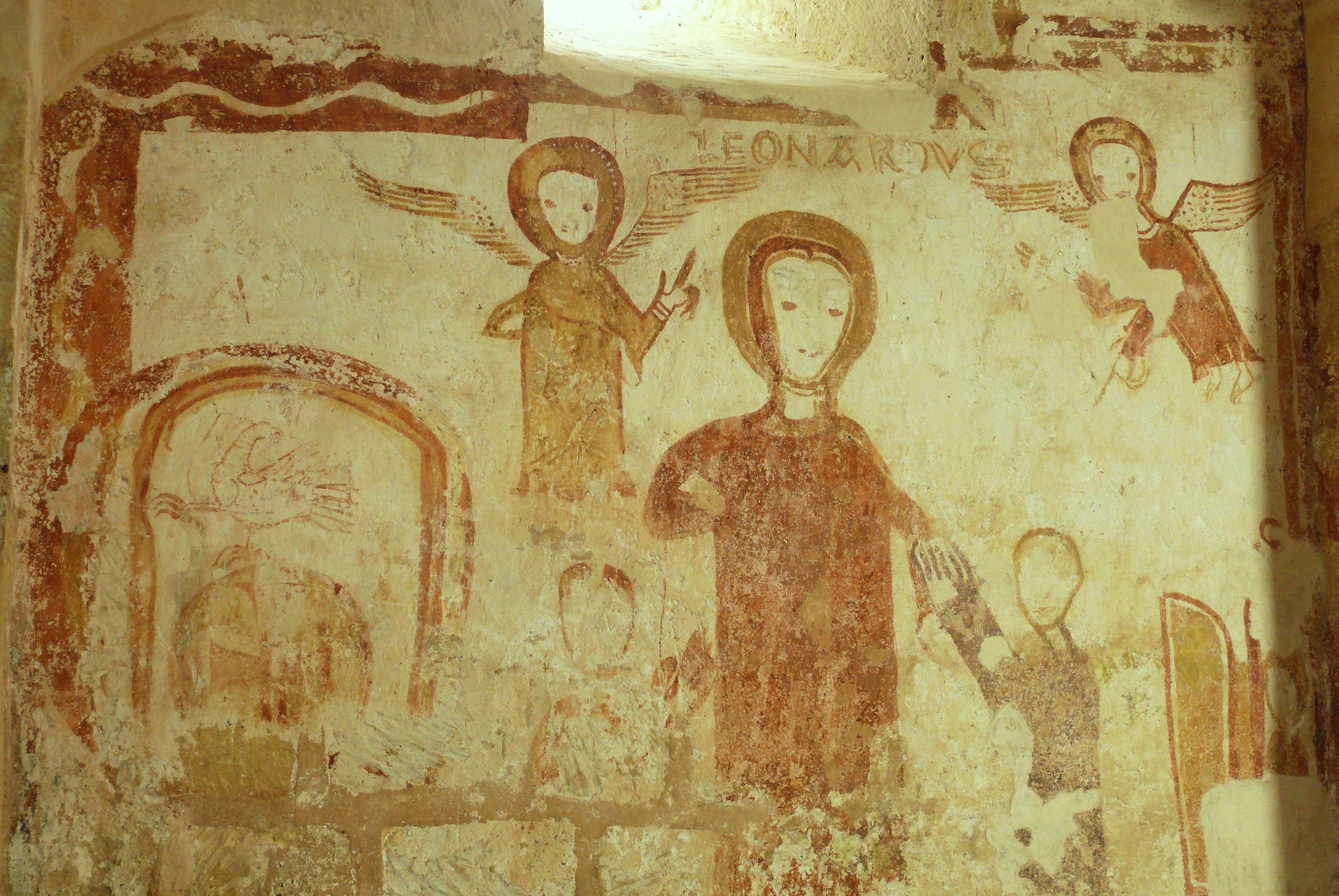
Mur nord de la nef - Miracle de saint Léonard
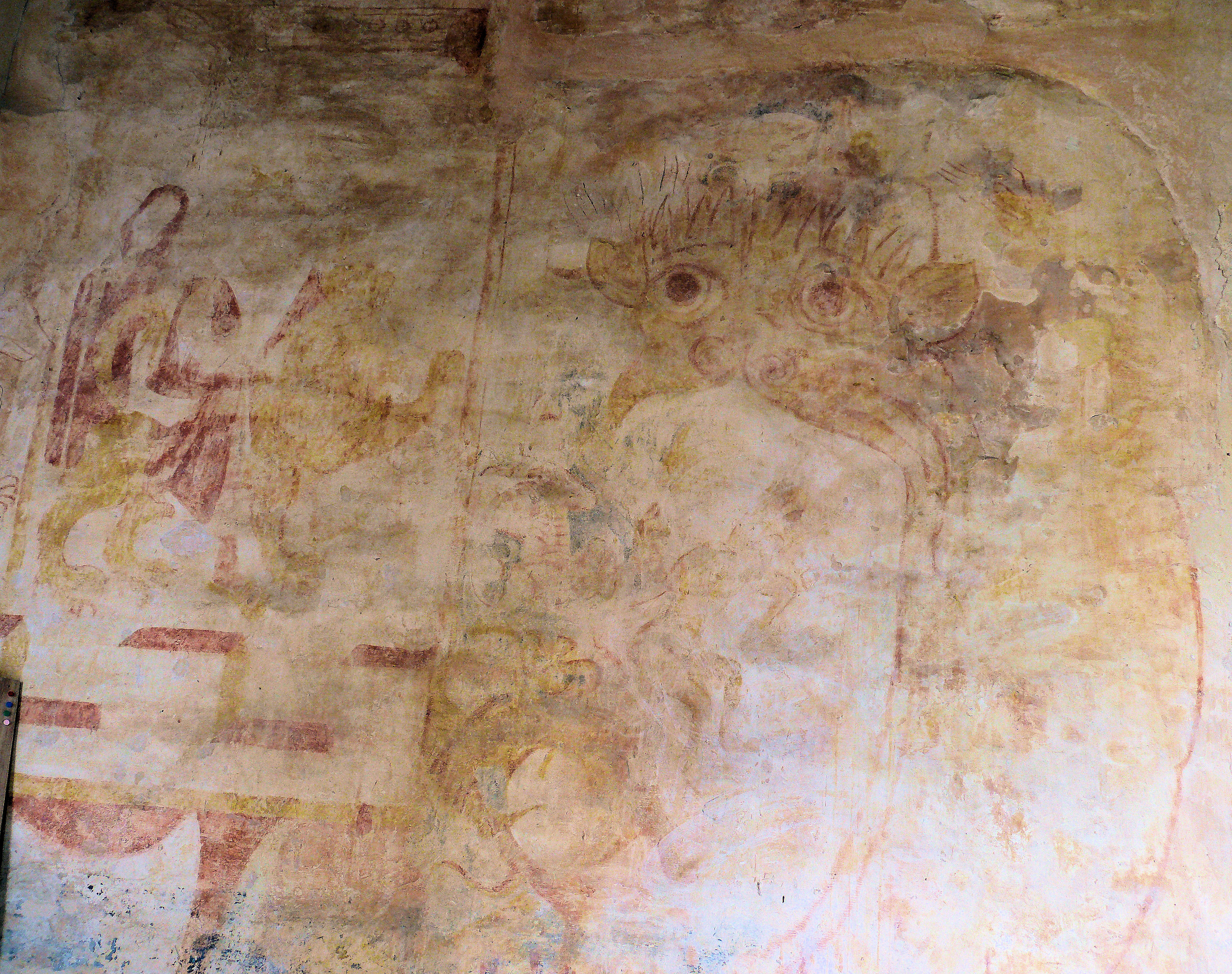
Mur nord de la nef - Scène de l'Enfer
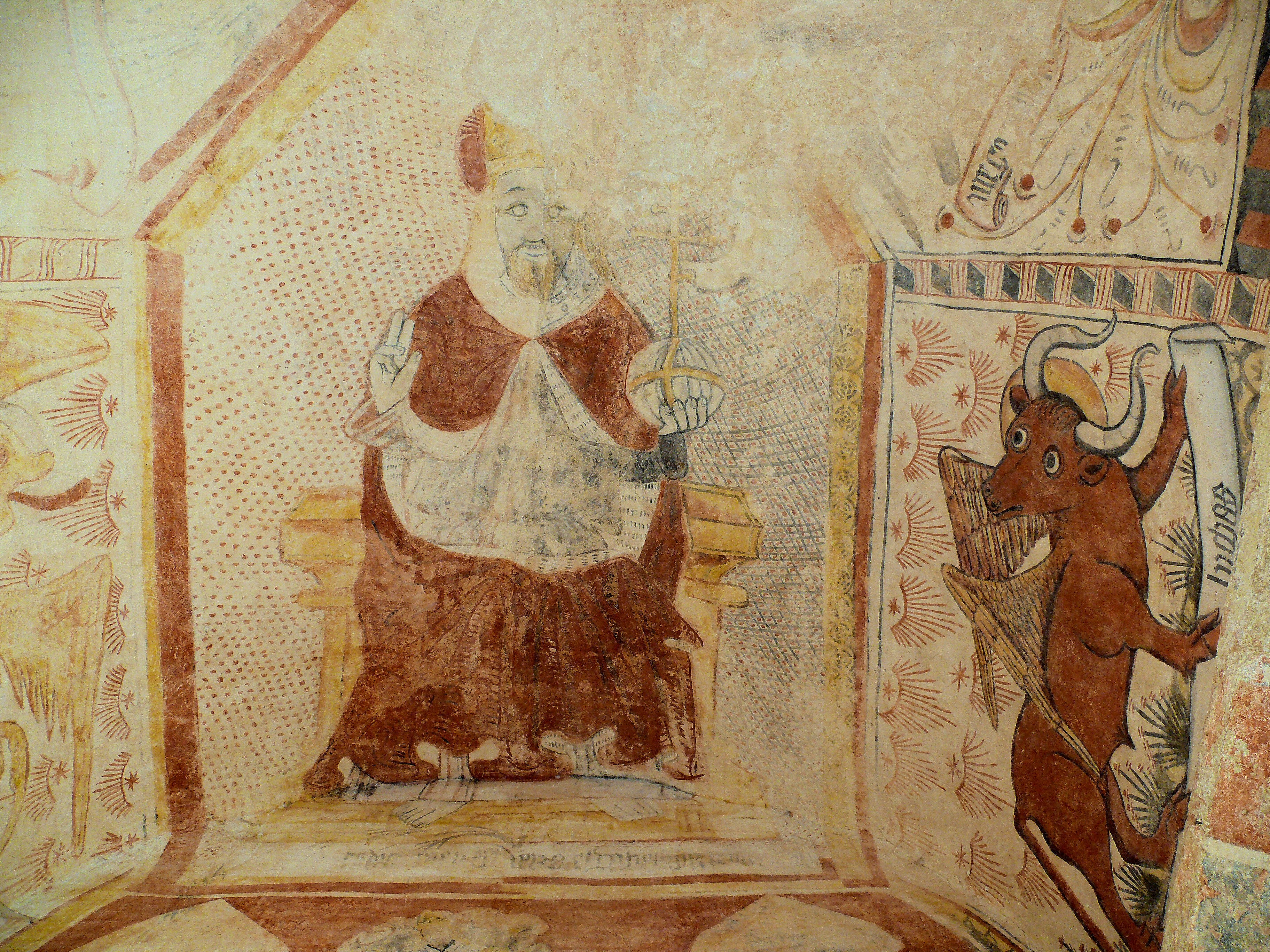
Voûte du chœur - Christ Pantocrator
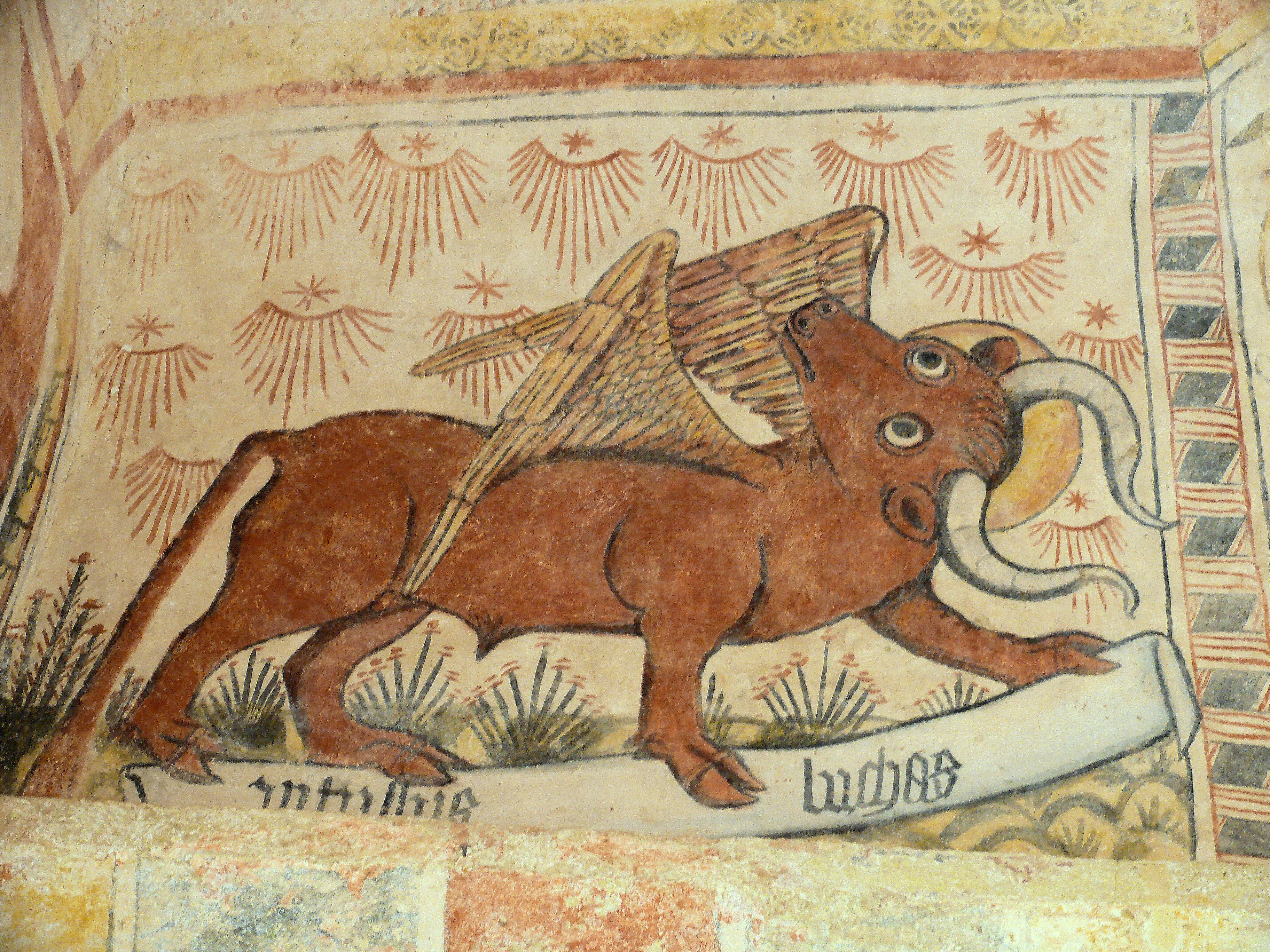
Voûte du chœur - Le taureau de saint Luc
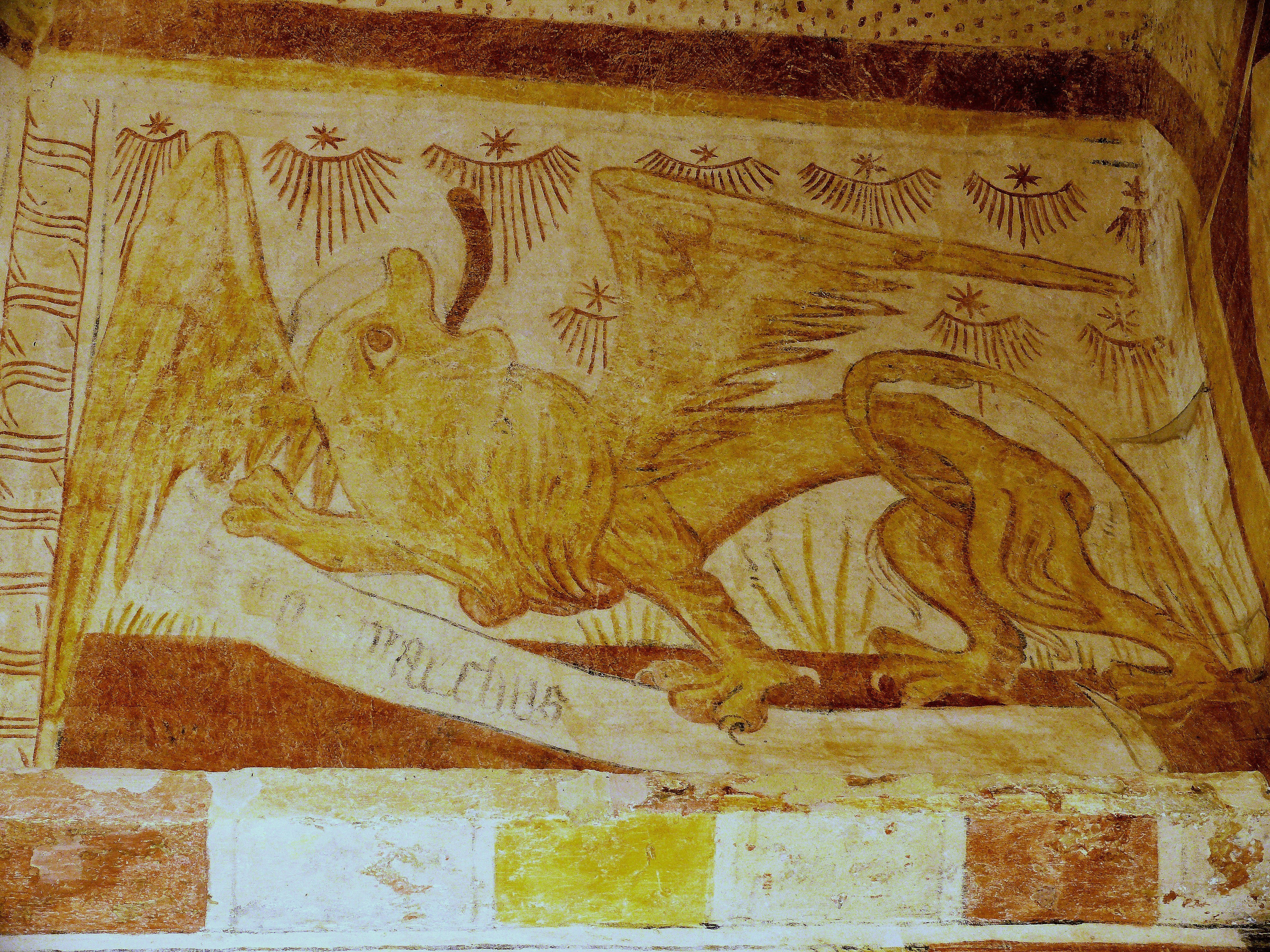
Voûte du chœur - Le lion de saint Marc

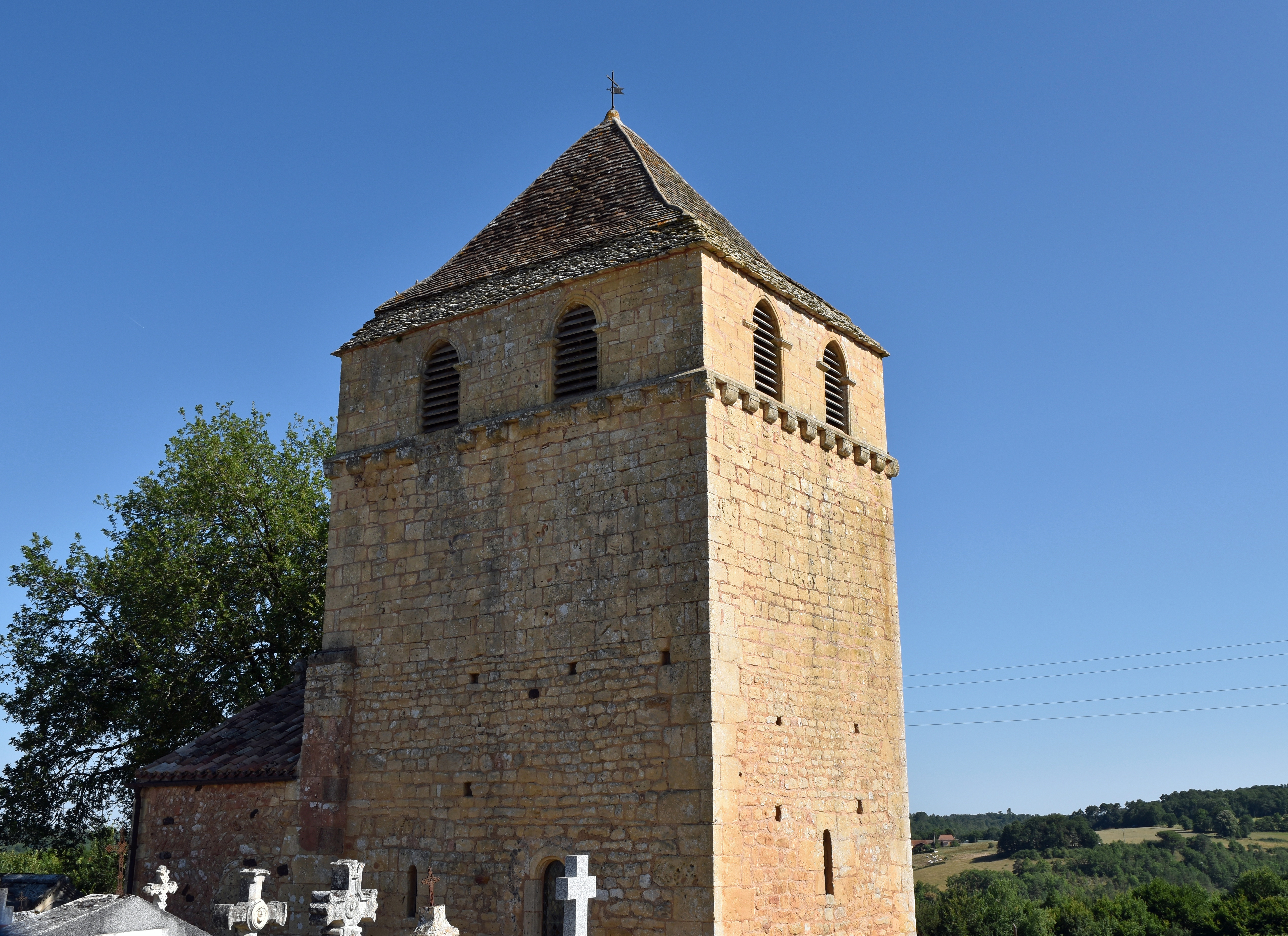
Noter la disproportion actuelle entre la tour et la nef
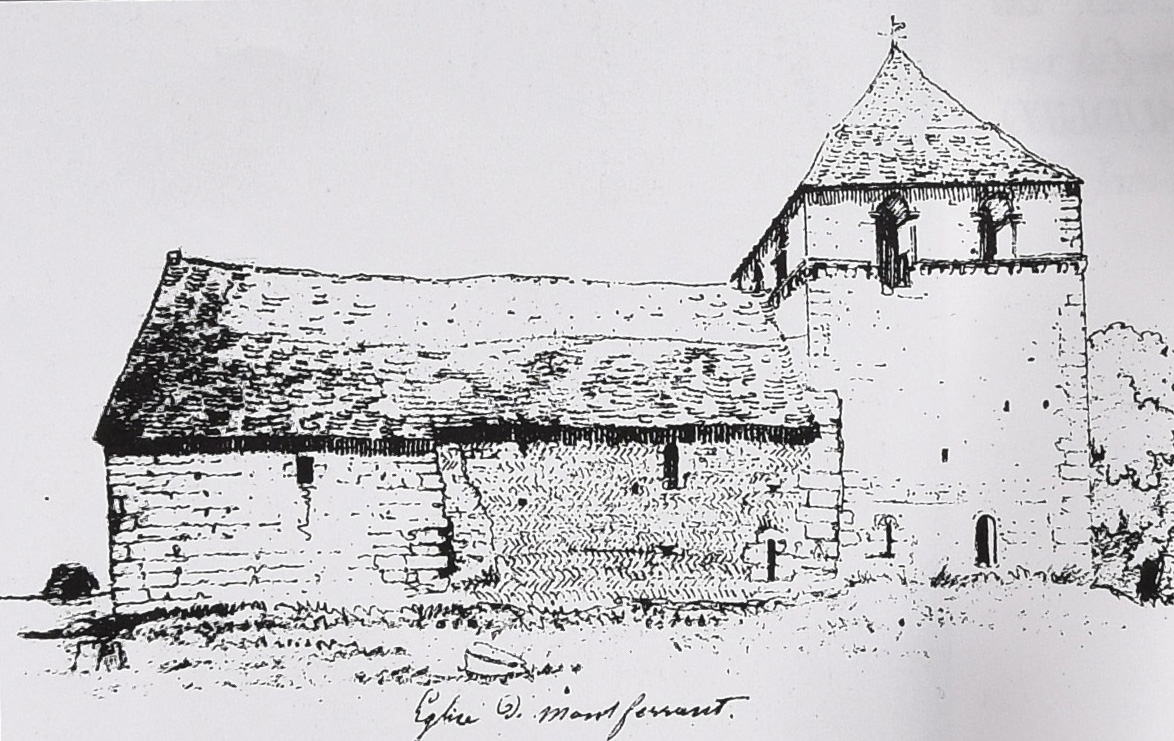
ce dessin donne une idée des dimensions de l'ancienne église
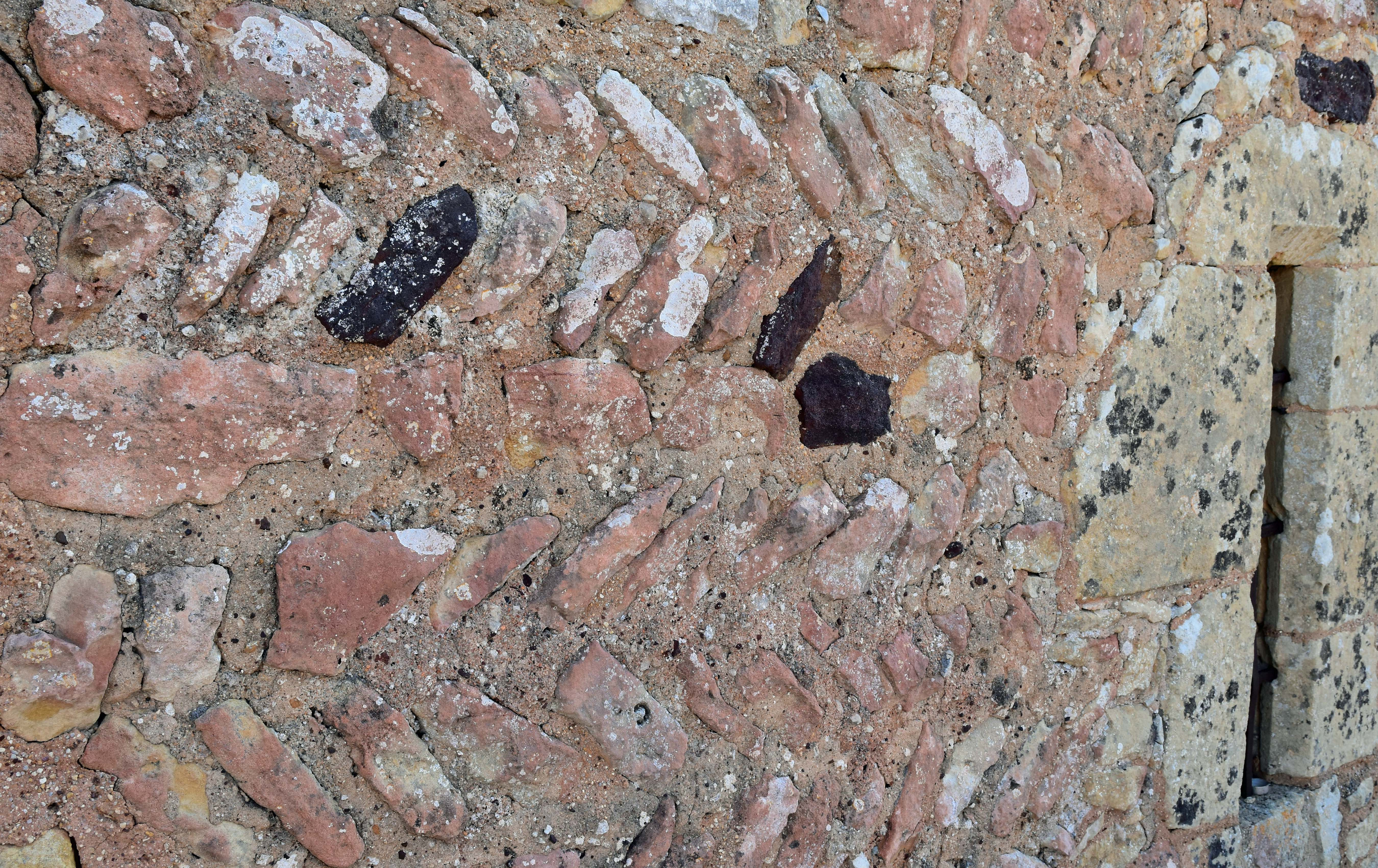
Partie la plus ancienne de l'église, vraisemblablement début XIIe siècle
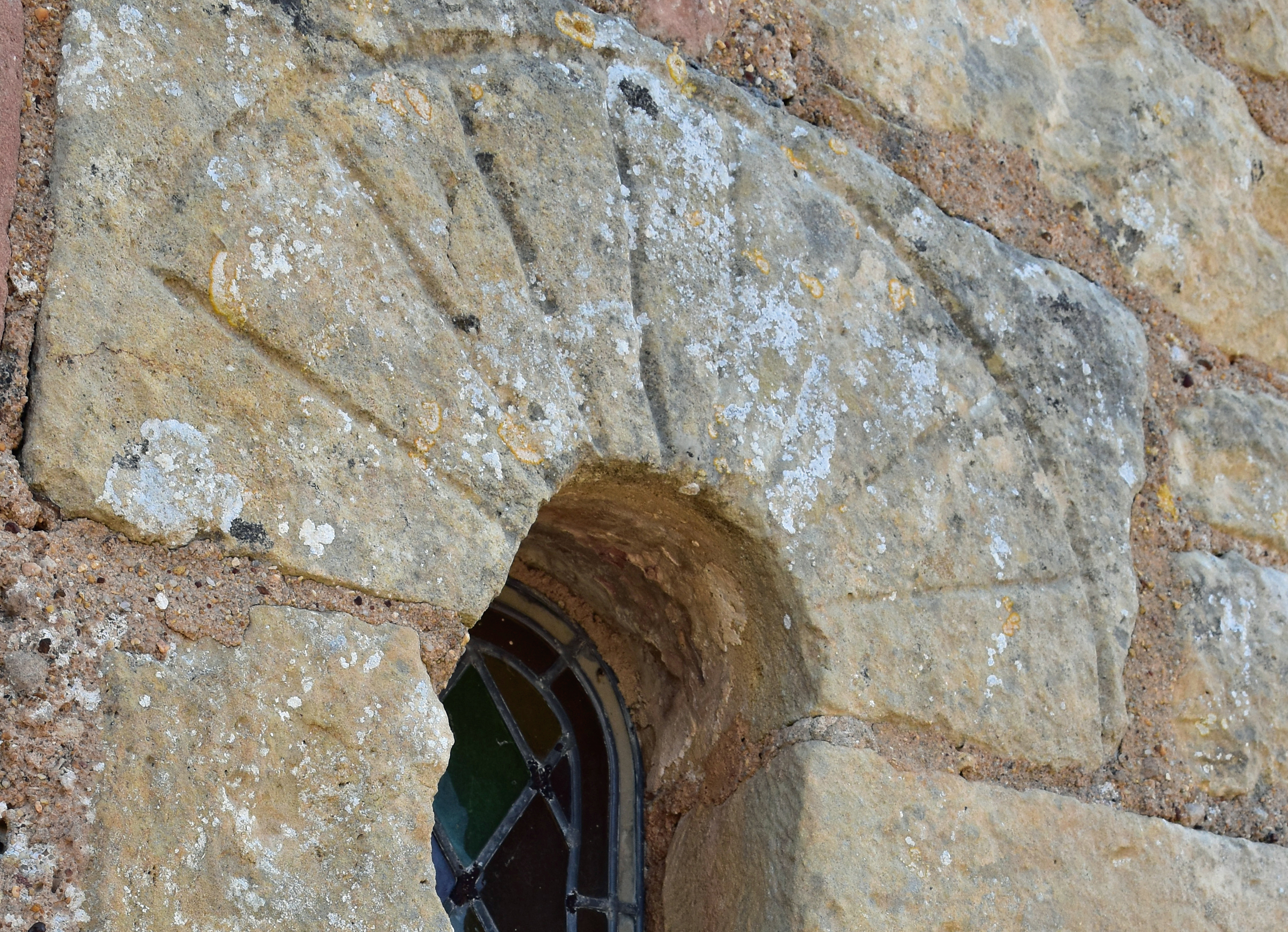
Faux claveaux gravés sur un linteau monolithe Ces décorations économiques témoignent de la modestie de l'édifice
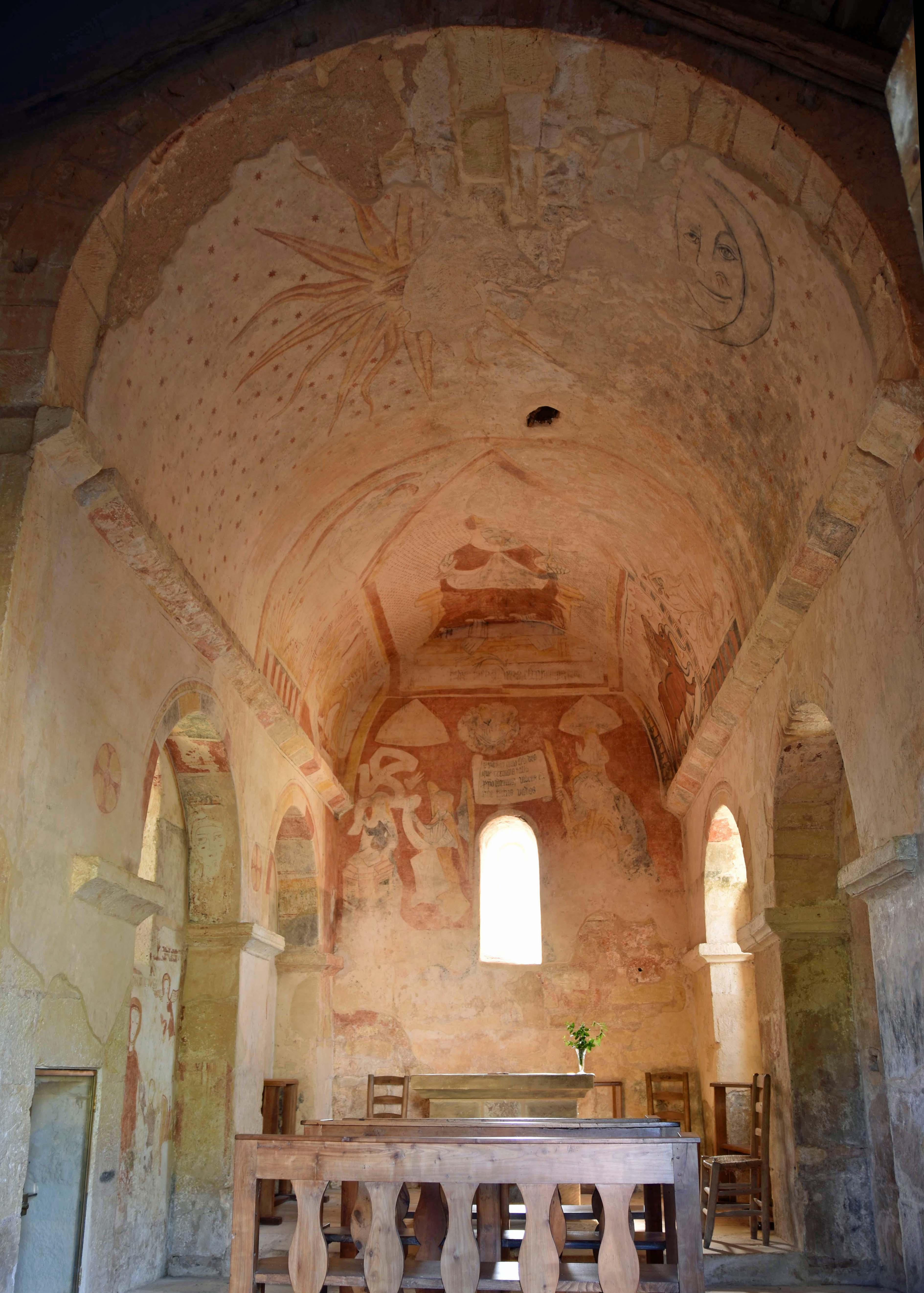
Vue générale de la nef
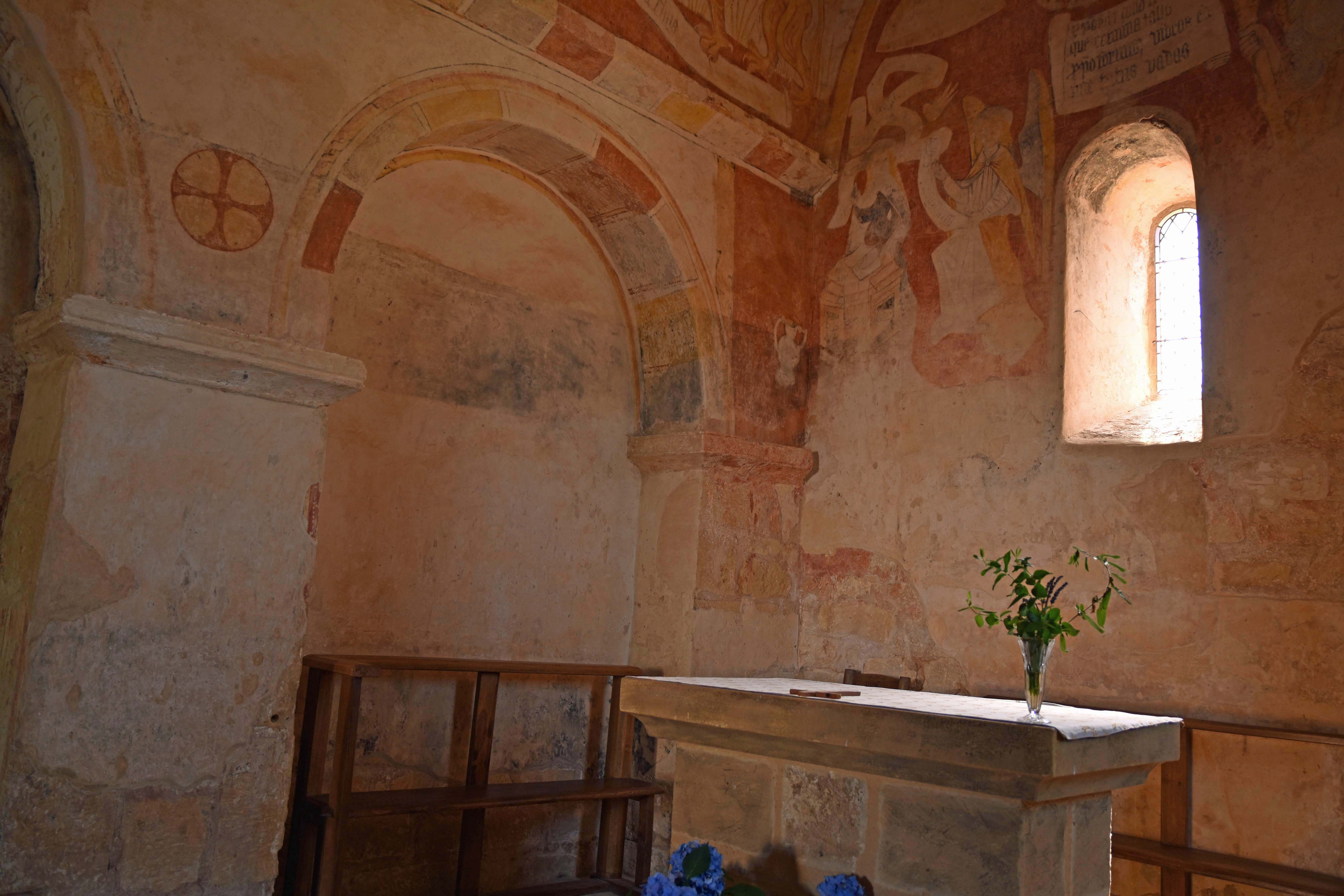
Autel récent. L'autel primitif est depuis longtemps dans le cimetière, surmonté d'une croix. Derrière la tombe de l'abbé Delviel, curé de la paroisse au début du XXe siècle
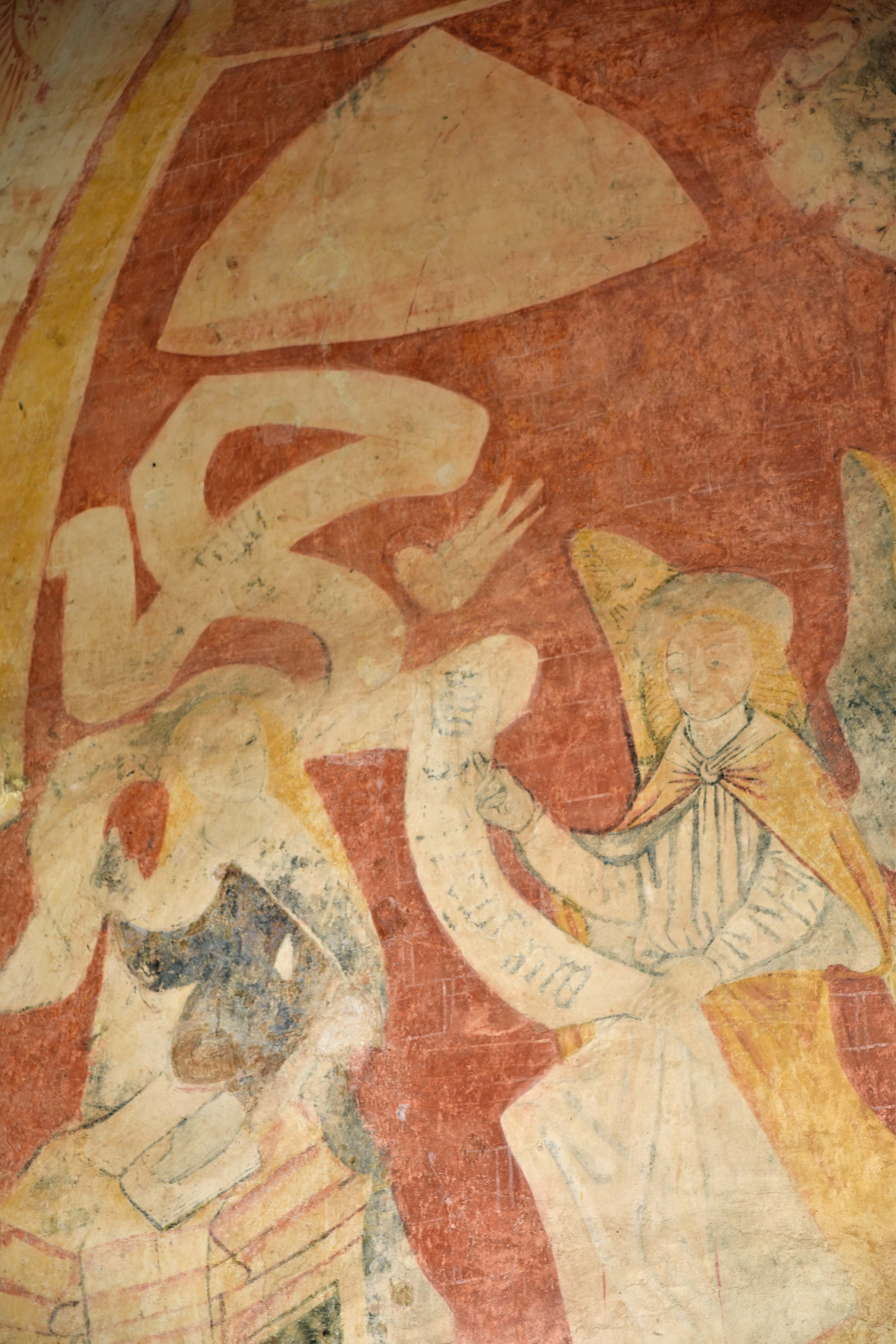
Panneau gauche du chœur. Sur le phylactère: des extraits du magnificat?
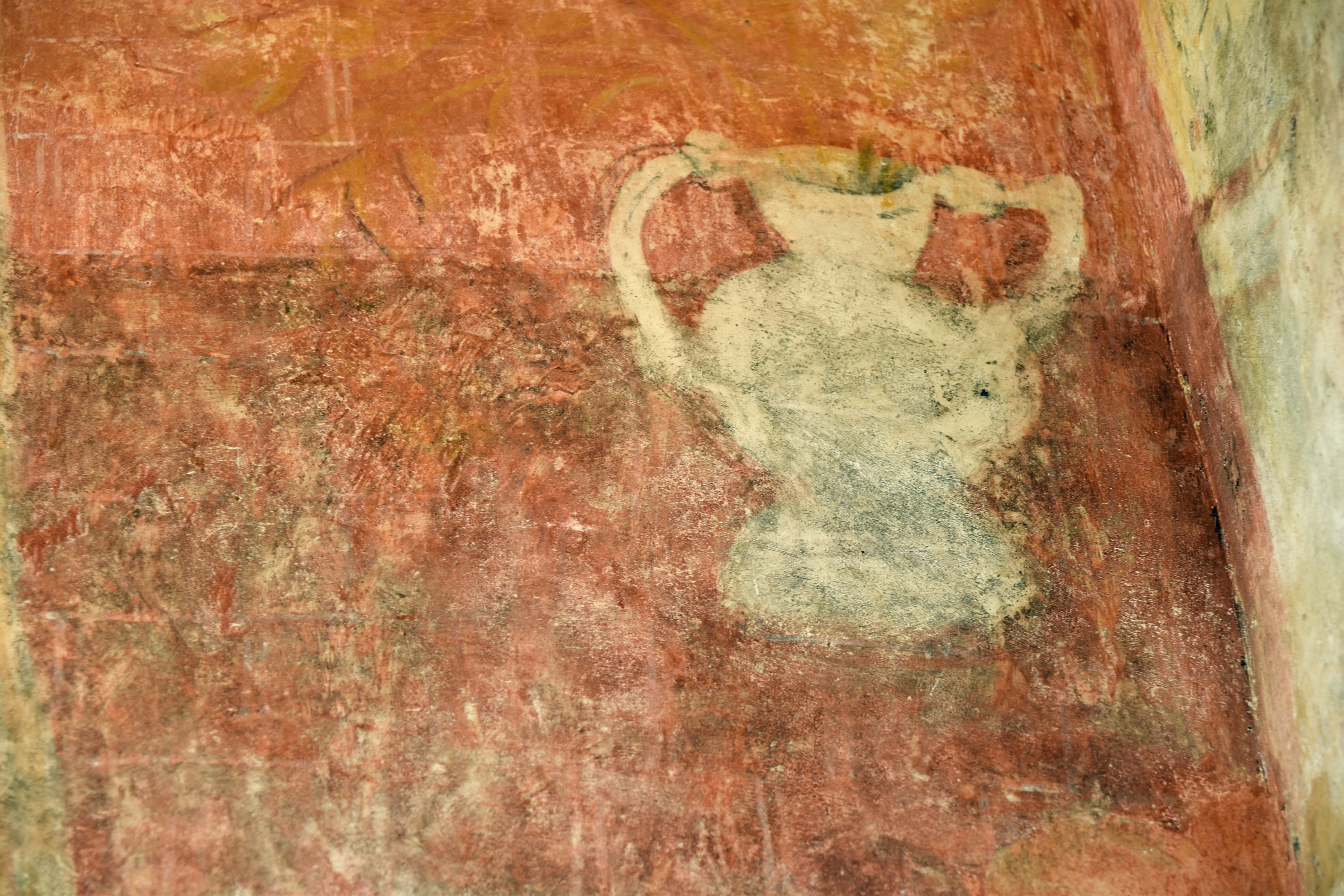
Au-dessus du vase, un début de bouquet? Il semble se rapporter au panneau de l'annonciation, pour lui donner une troisième dimension.
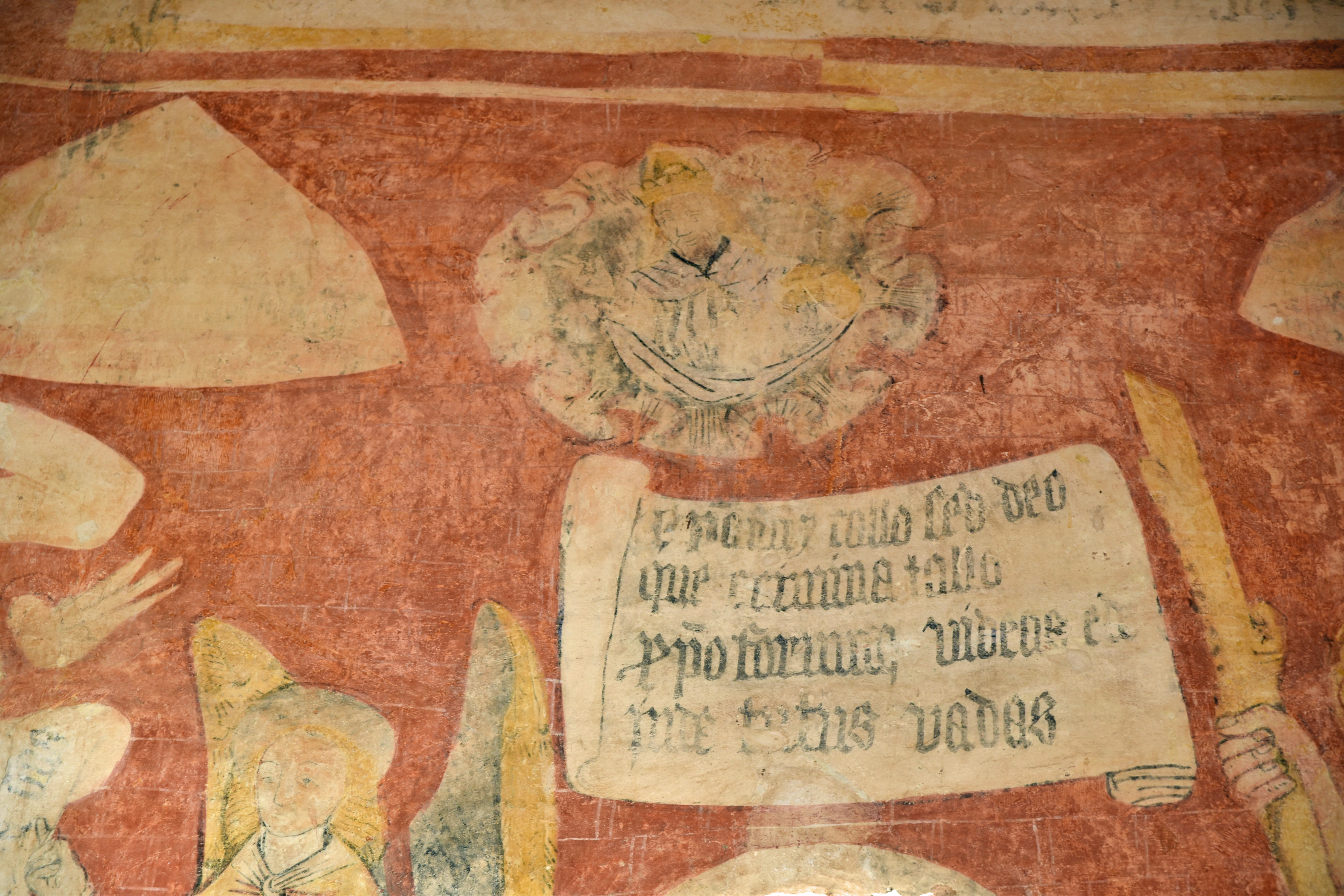
Inscription latine: Je porte sur le cou le Christ enfant, mais aussi Dieu. Regarde Christophe et pars rassuré
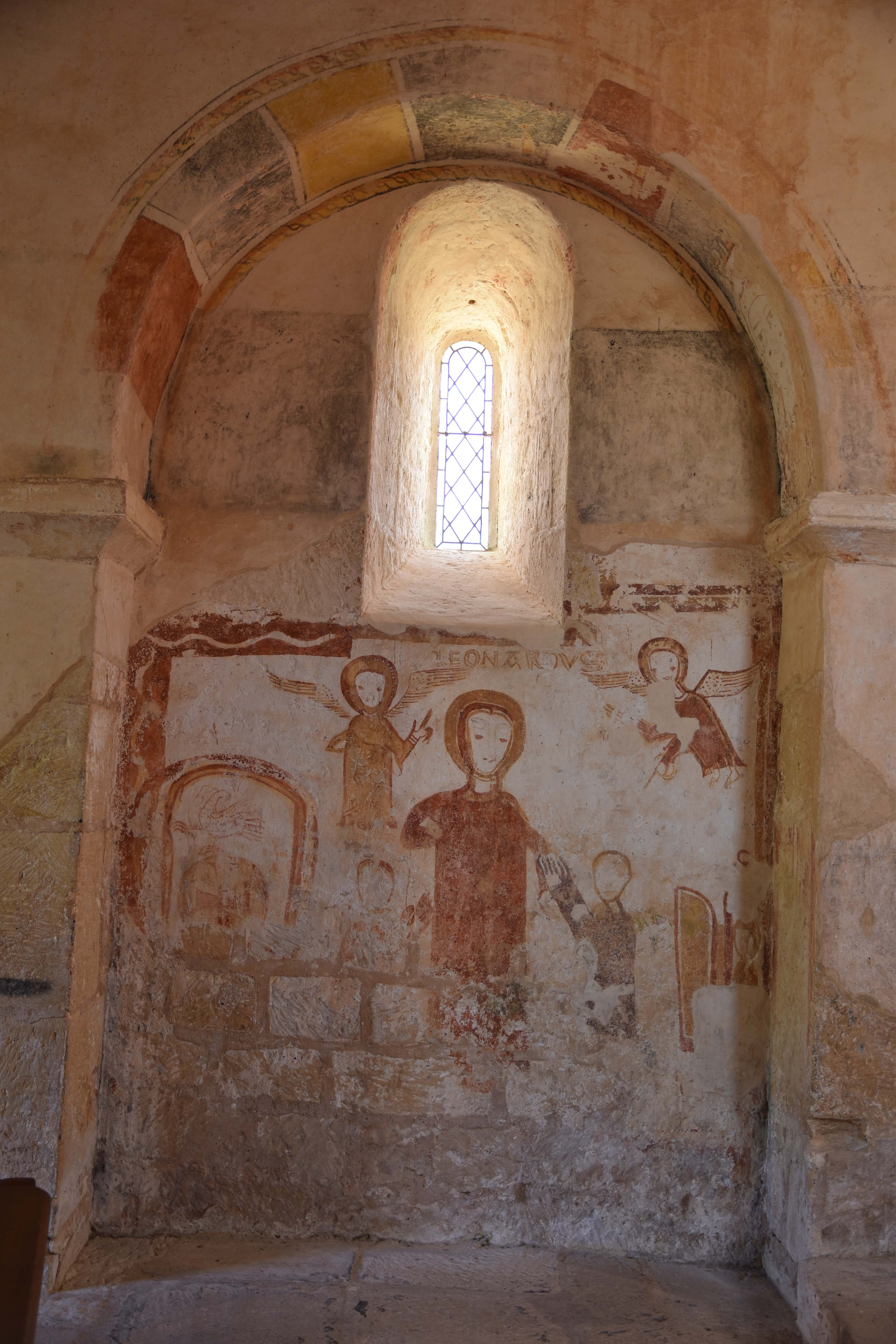
Représentation de la légende de Saint-Léonard, libérant des prisonniers
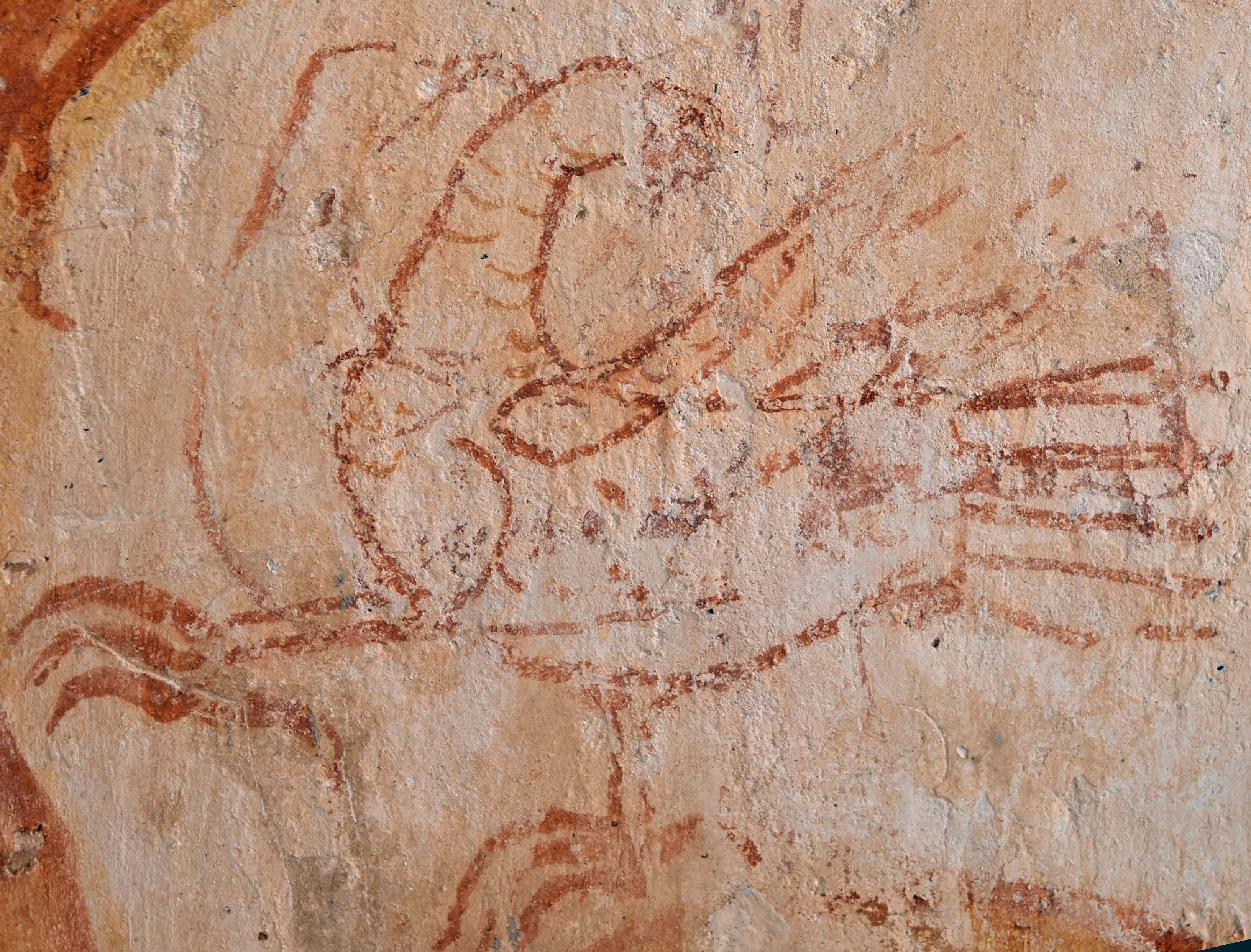
Vraisemblablement cet aigle (dessiné deux fois) est antérieur au reste de la représentation de Saint-Léonard
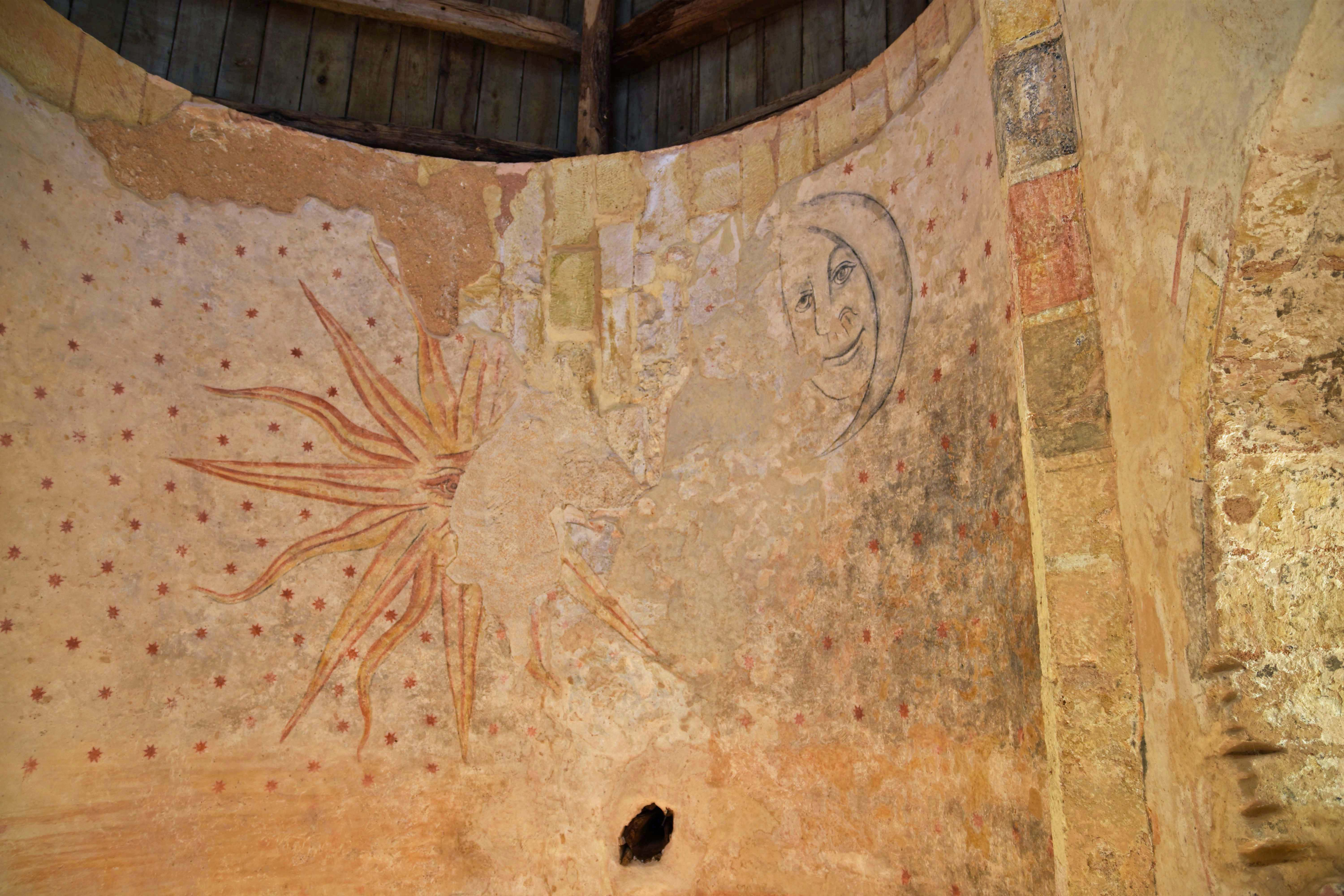
Représentations anthropomorphes du soleil et la lune
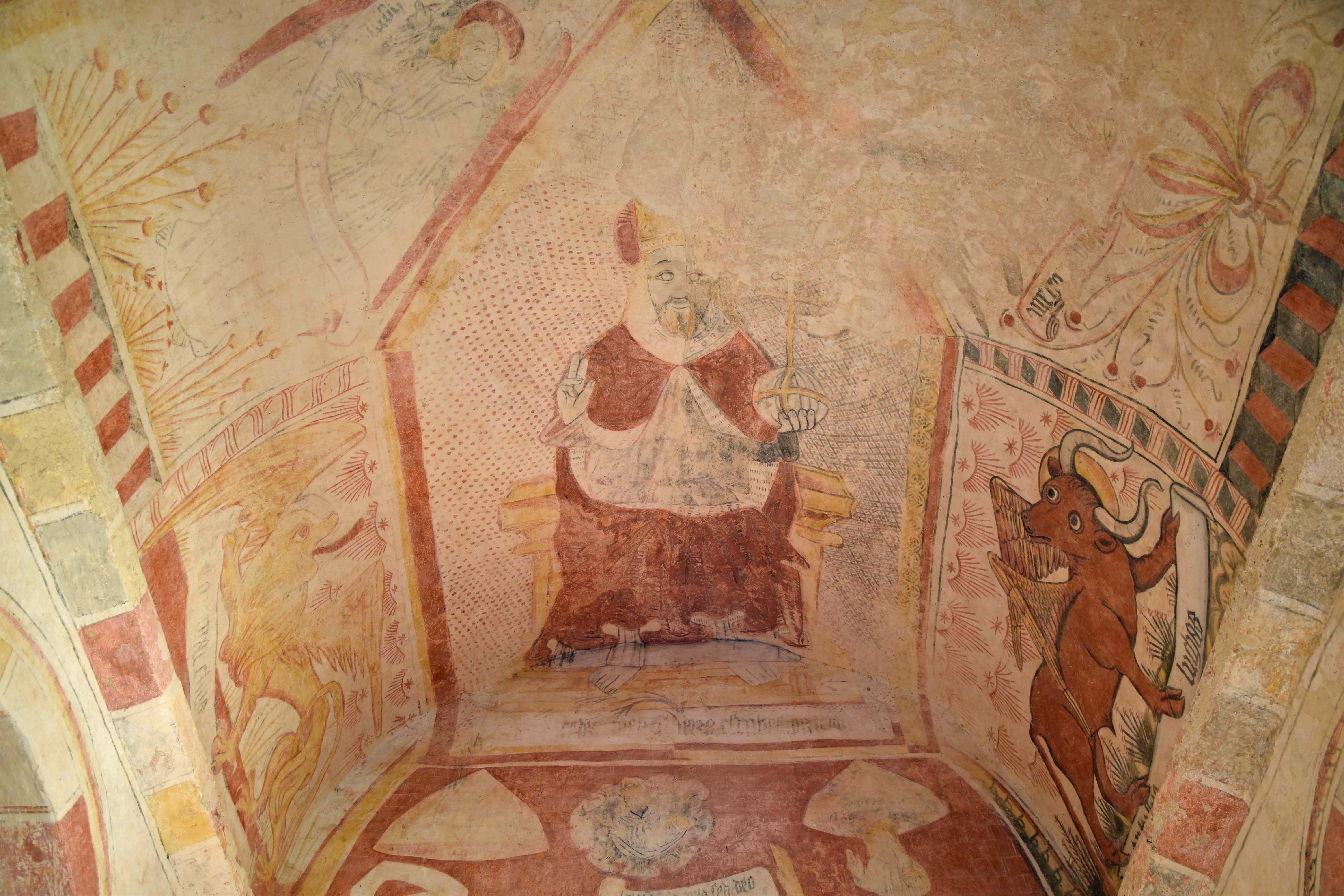
Christ en majesté entouré des représentations des quatre évangélistes : Luc-taureau, Marc-lion, Mathieu et Jean
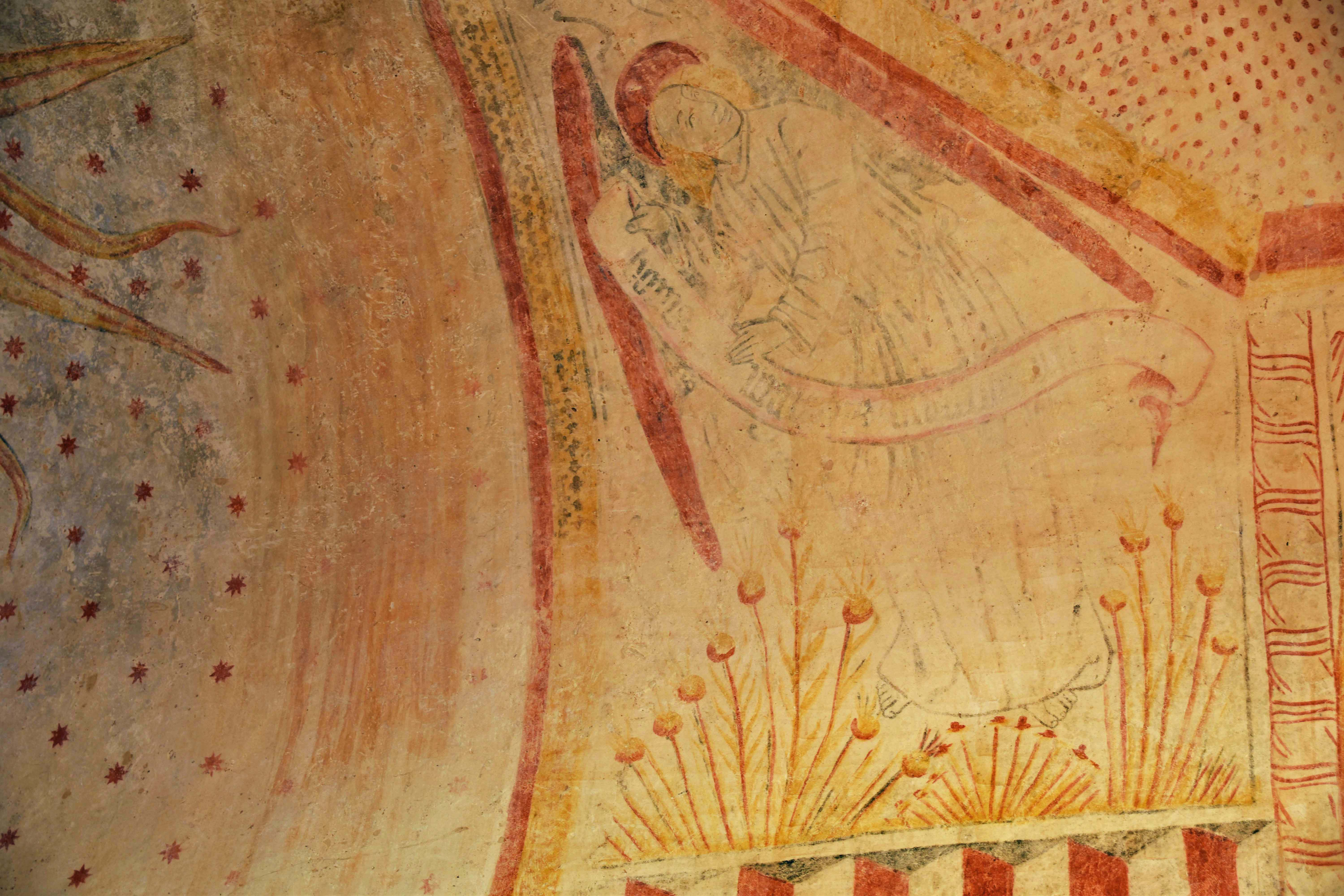
évangéliste
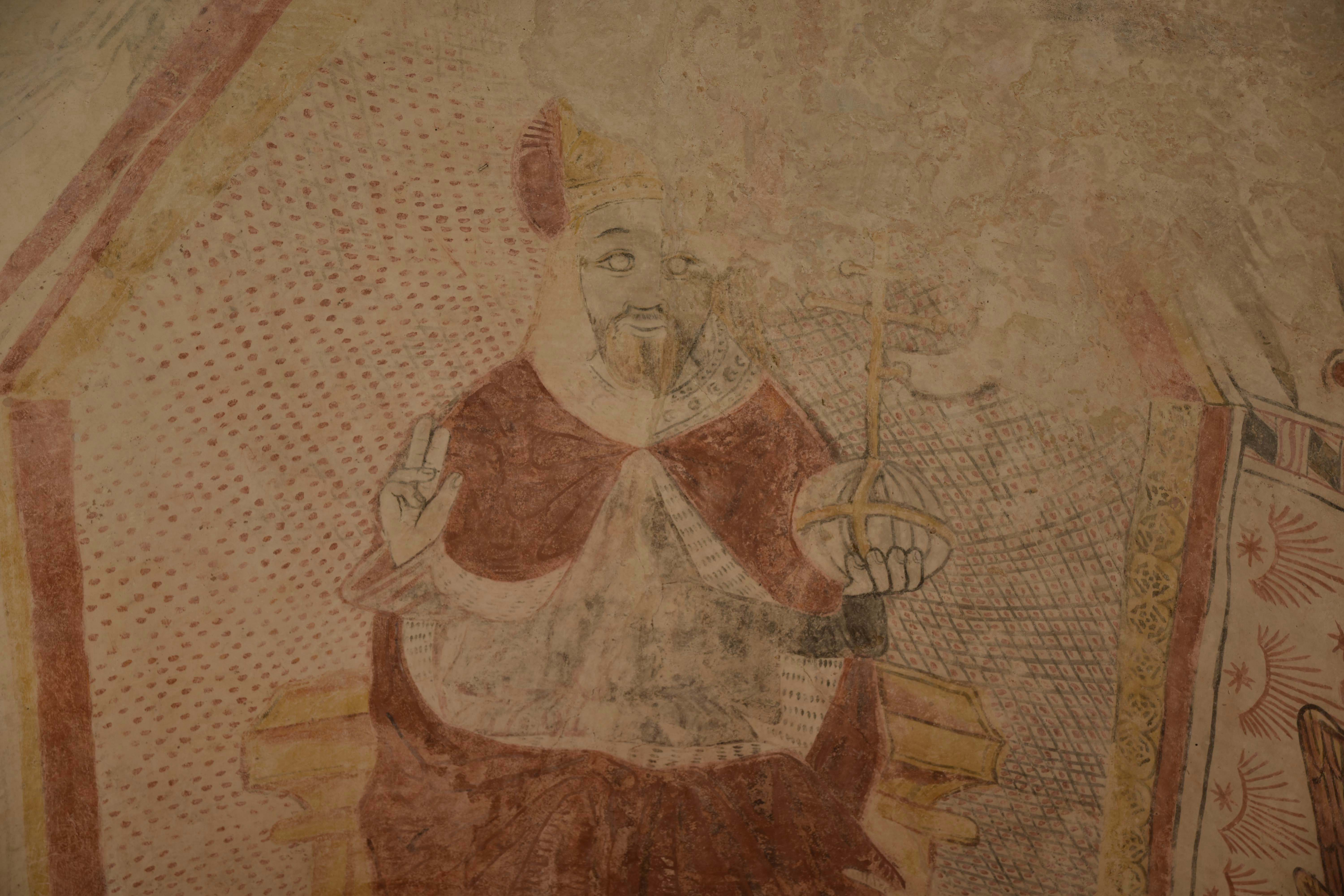
détail du panneau
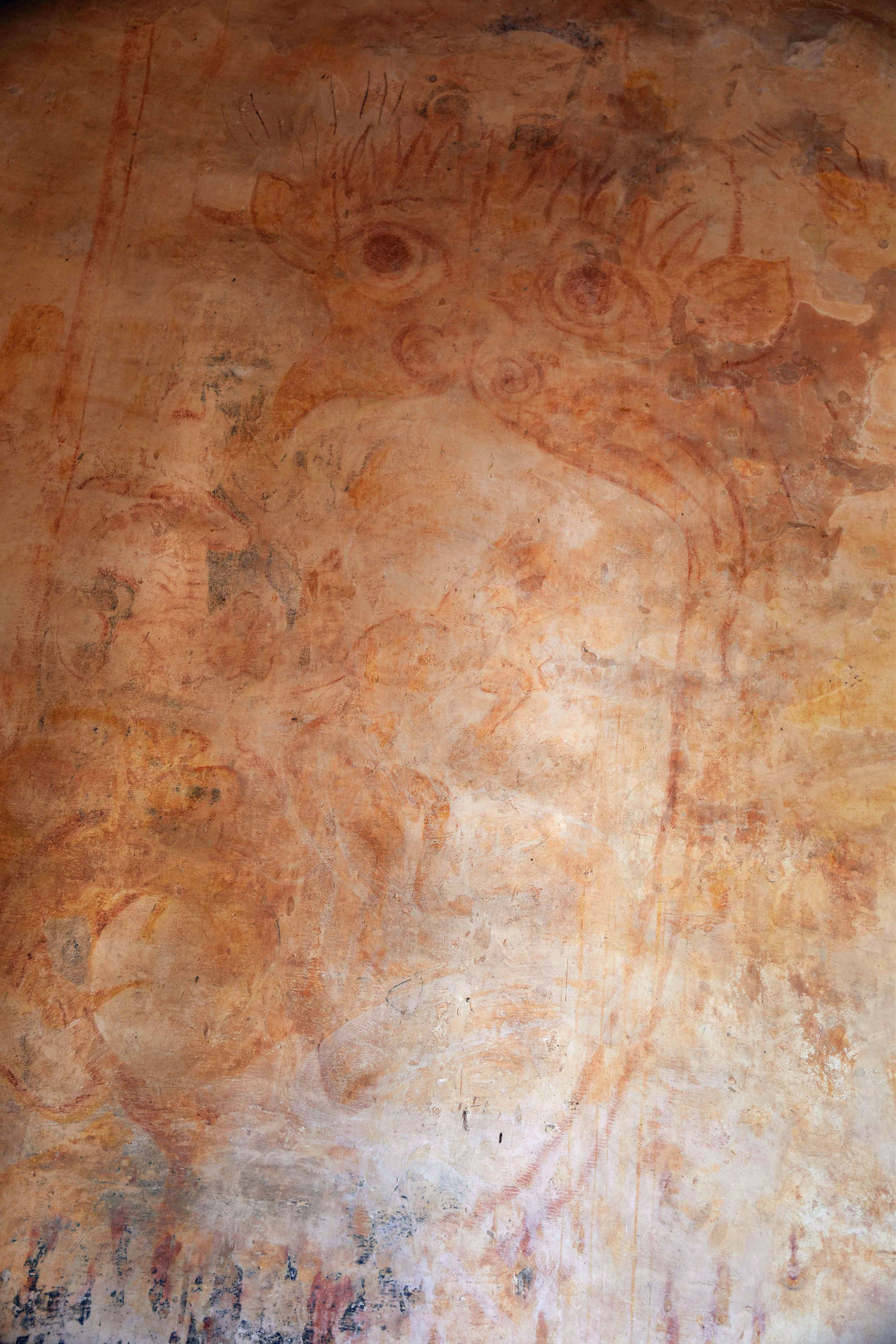
Panneau nord de la nef, en entrant sur la gauche, très dégradé. Représente la gueule de l'enfer.La fresque était beaucoup plus longue, sur la gauche, avant démolition d'une partie de la nef.
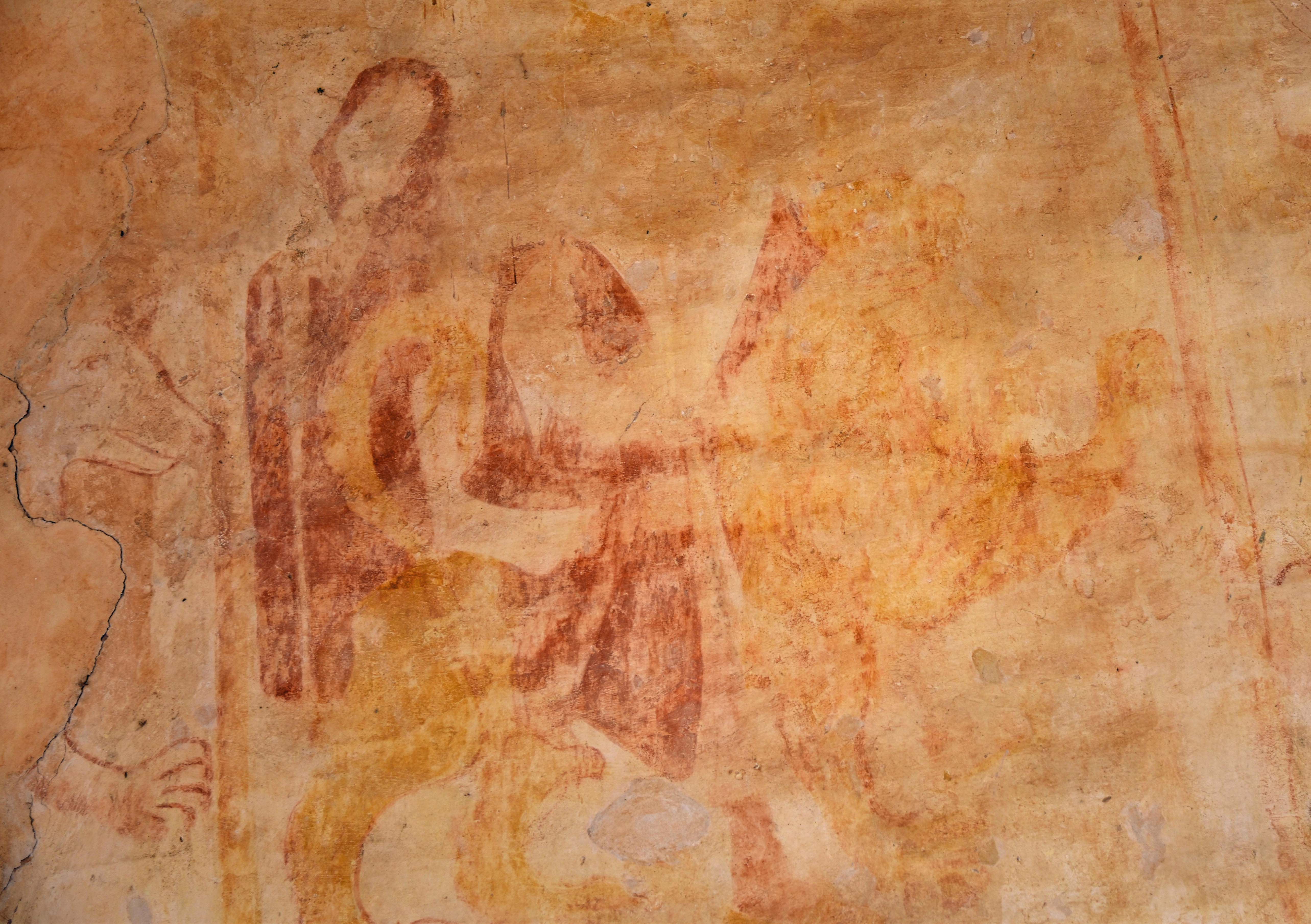
Fragment de la cavalcade des péchés capitaux se précipitant vers l'enfer (la luxure? l'envie? l'orgueil? l'avarice?)
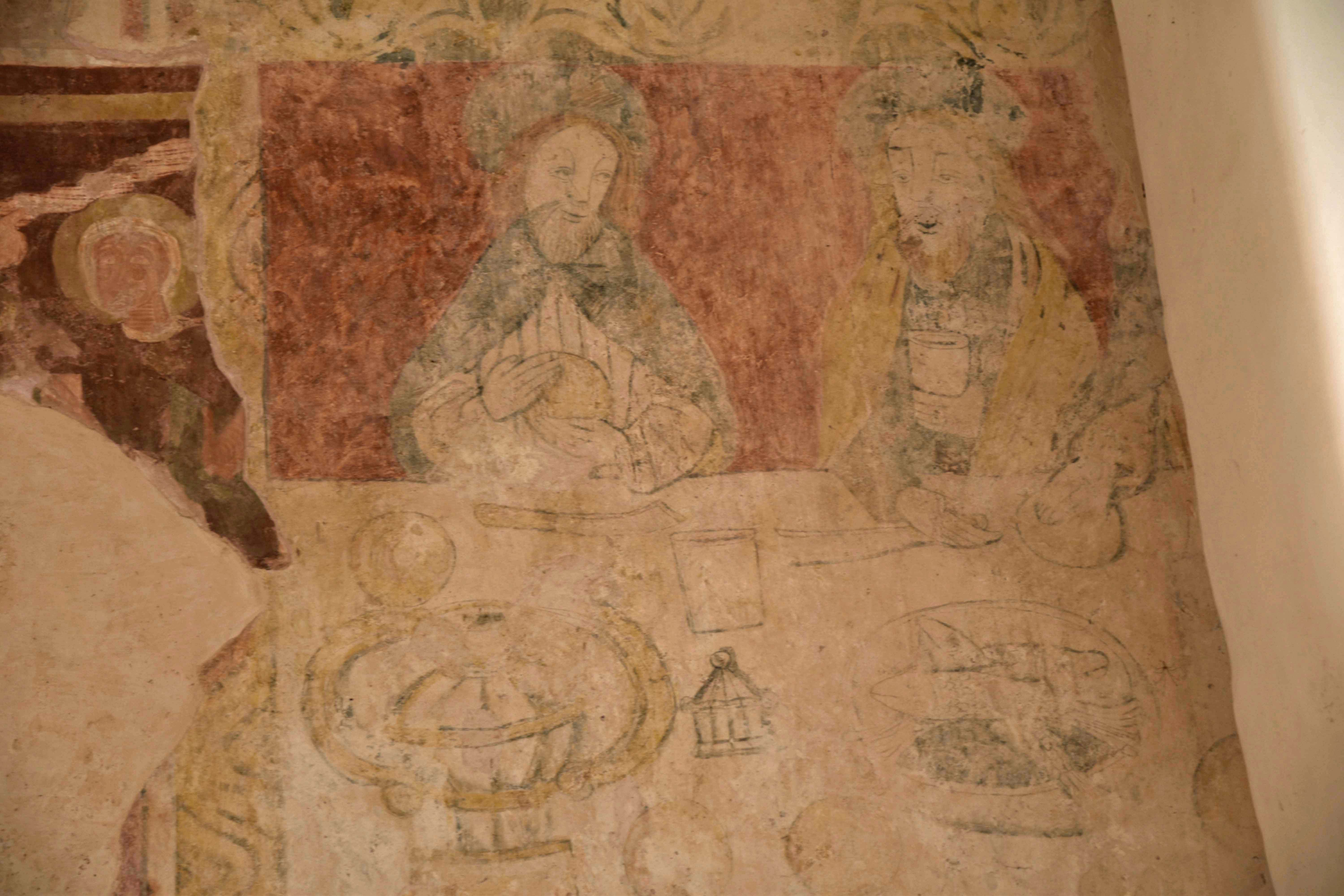
Panneau sud de la nef. Deux personnages qui semblent faire partie d'une représentation de la Cène
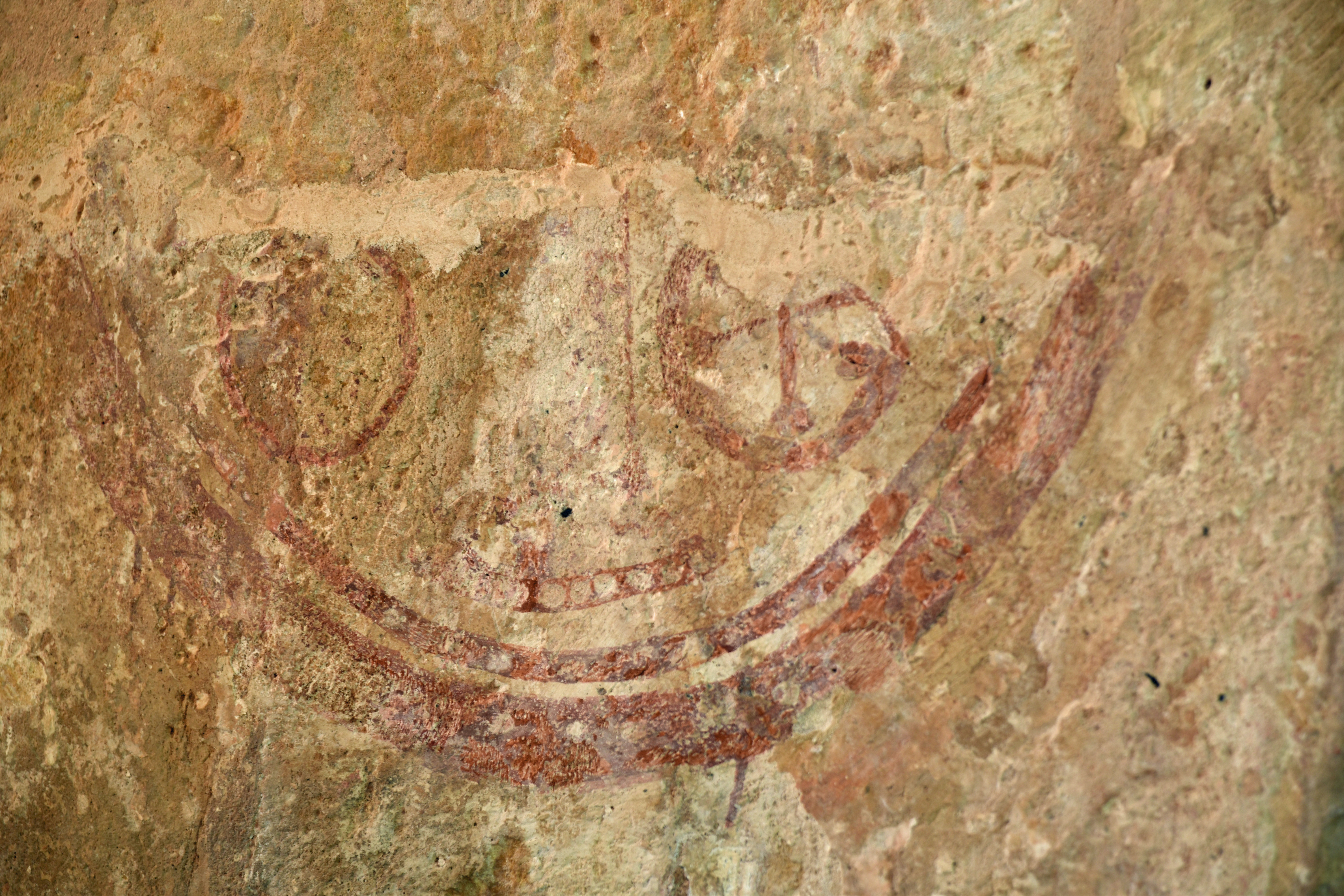
Plusieurs croix de consécrations sont visibles
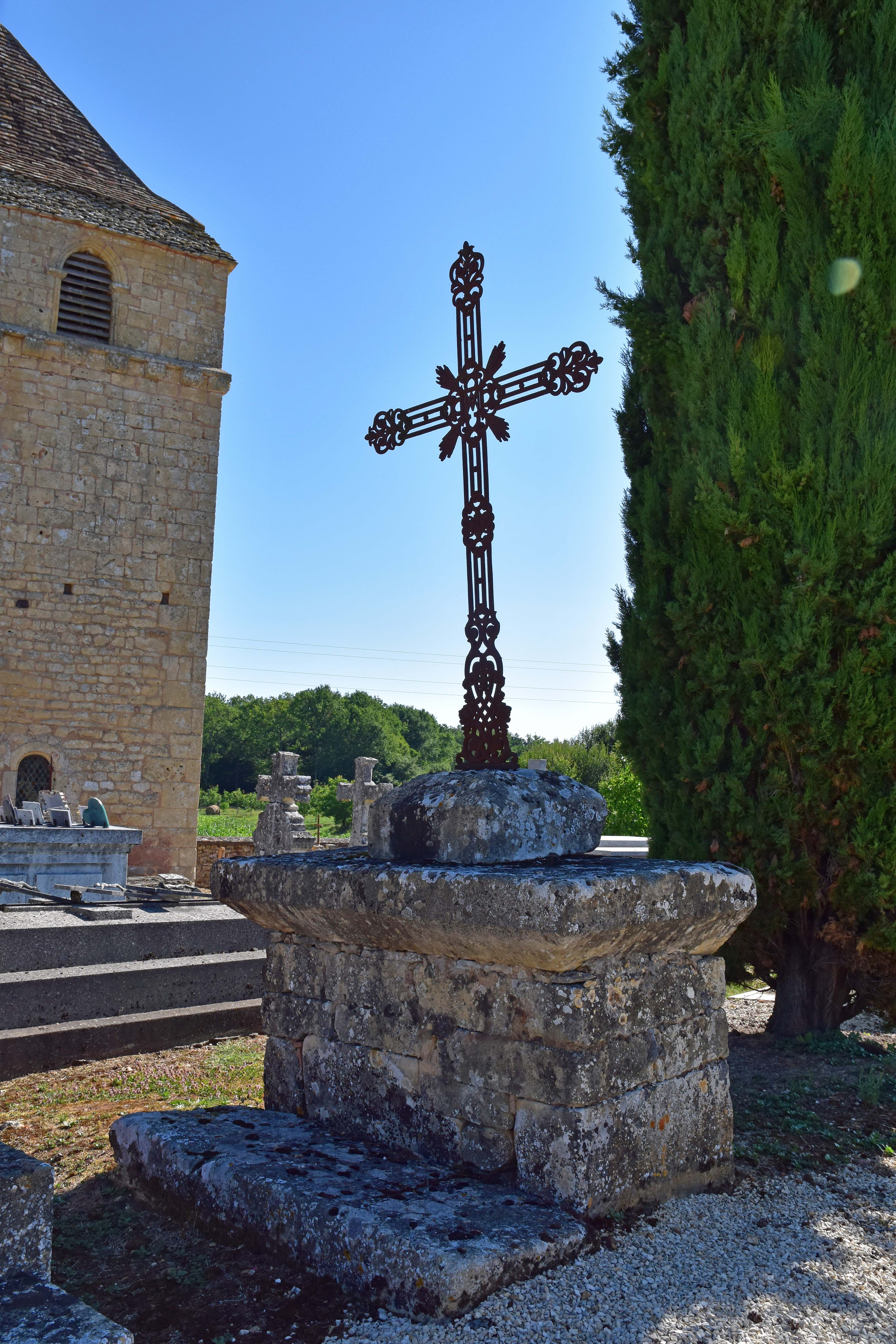
L'autel a été placé dans le cimetière vraisemblablement lors de la construction de la nouvelle église dans le bourg en 1847 et de l'abandon de l'ancienne.
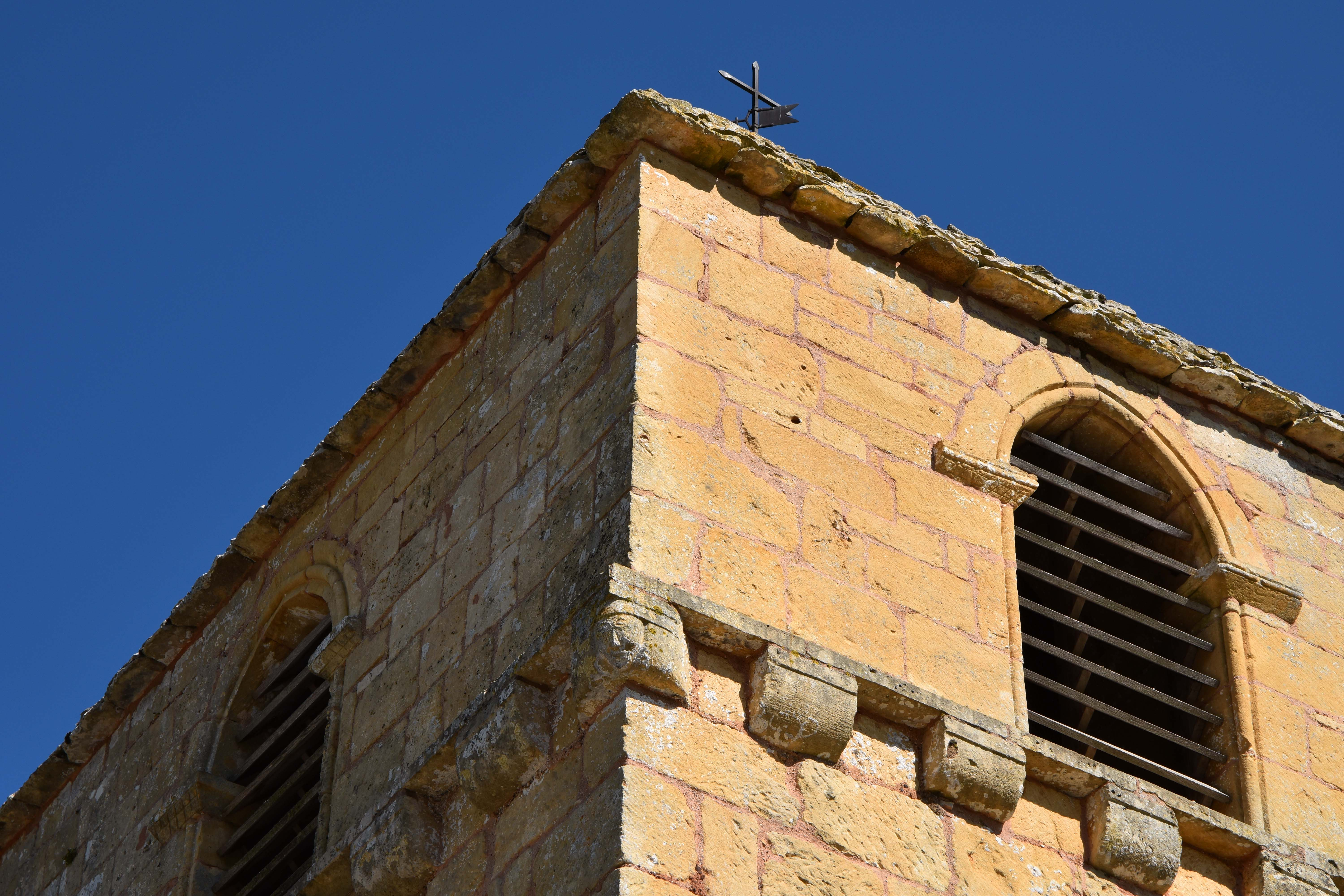
Tour en appareil layé, élevée au-dessus du chevet roman vraisemblablement à la période gothique
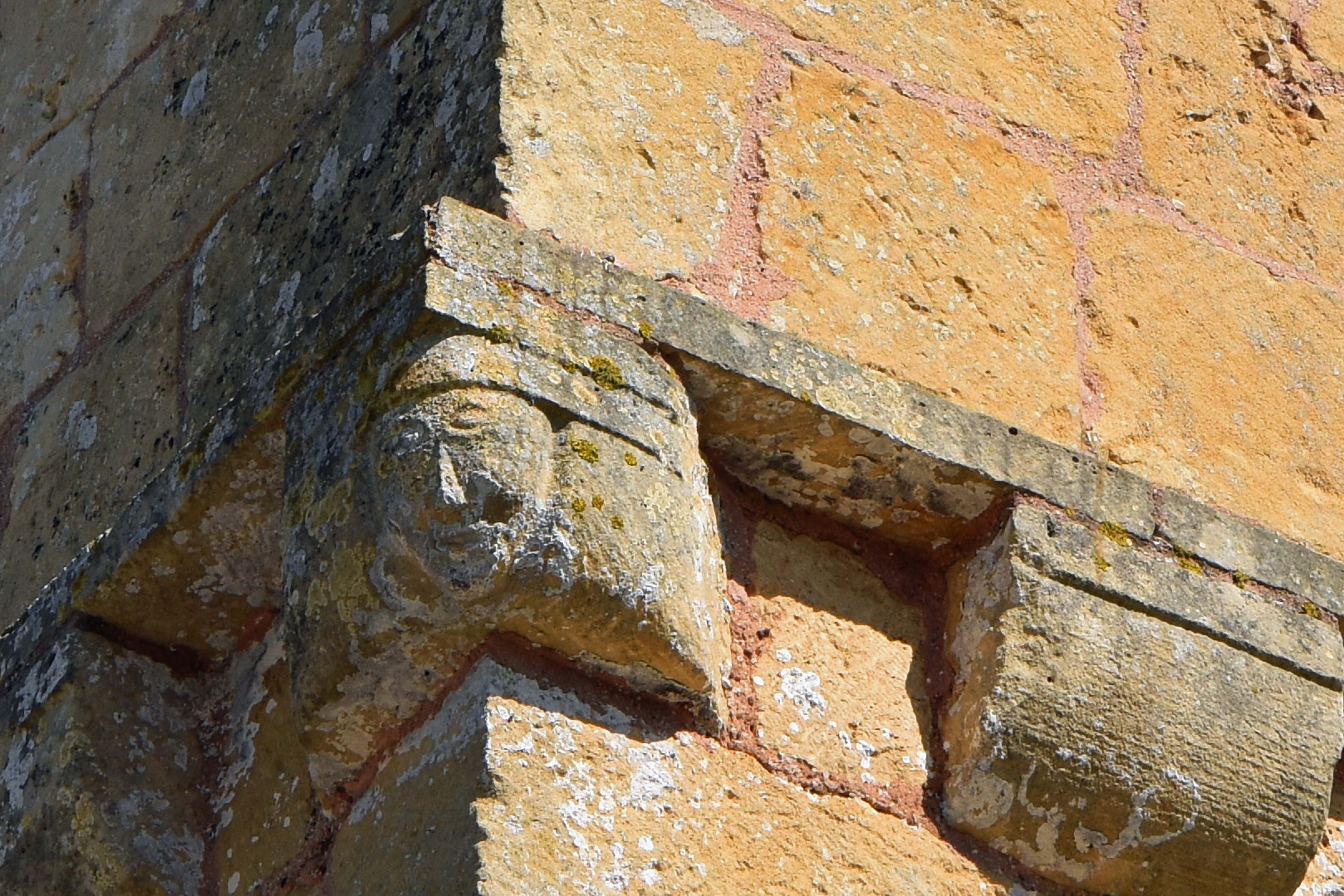
Aux quatre coins de la tour du clocher
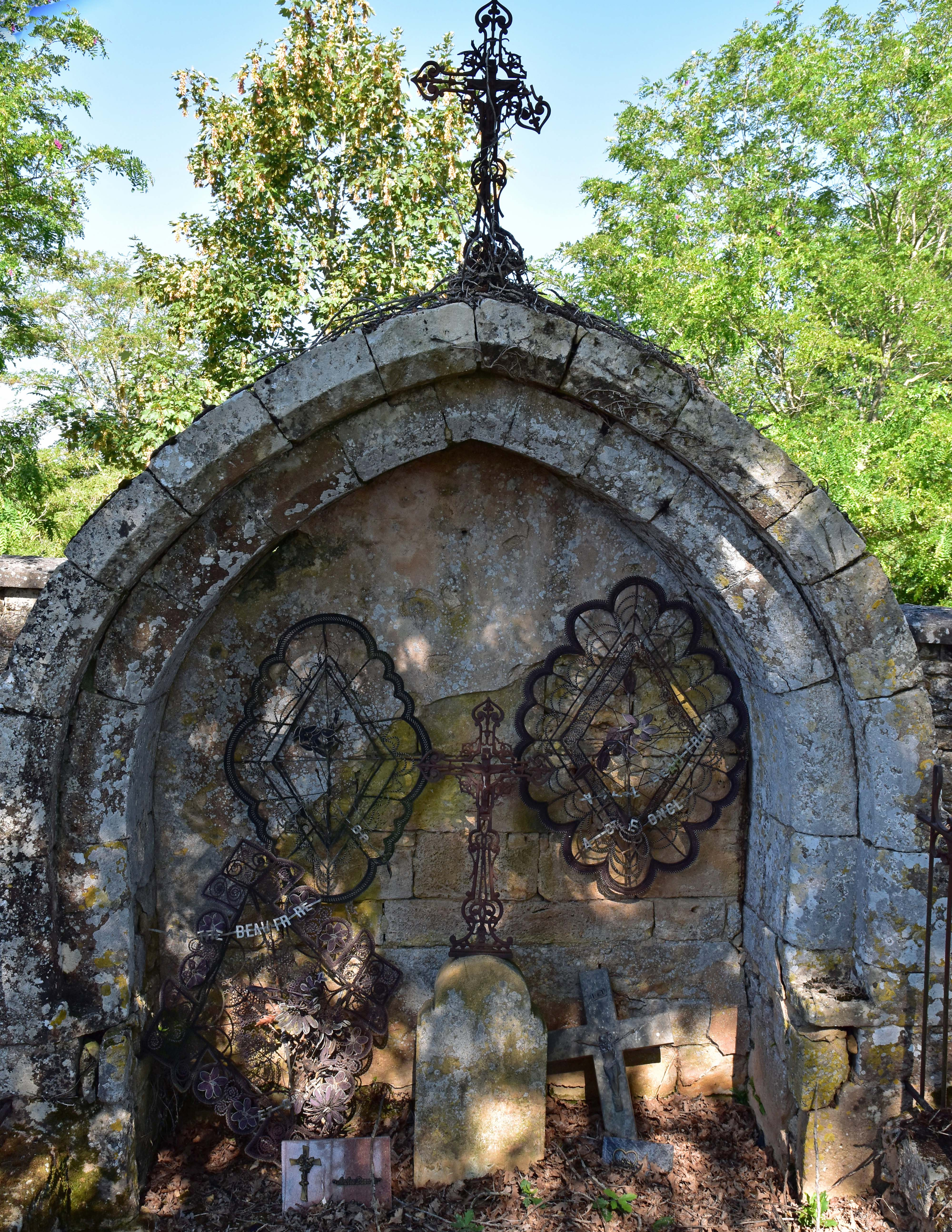
Récupéré comme caveau au moment de l'effondrement d'une partie de la nef.

### Cinéma et télévision
L'église Saint-Christophe de Montferrand-du-Périgord a été le décor d'un tournage pour la série Draculi & Gandolfi de Guillaume Sanjorge.